# Nutbuch
Das Nutbuch (Originaltitel: Grundriss des Laufes der Sterne (am Leib der Nut)) ist eine Sammlung von altägyptisch-astronomischen Texten zum Themenbereich Dekan-Sterne, Schattenuhr, Mond, Sonne und Planeten.
Bislang sind in der pharaonischen Zeit nur drei verschiedene vollständige Aufzeichnungen des Nutbuches belegt. Daneben ergänzen sich Teile des Nutbuches in zahlreichen Grabanlagen mit Abschnitten der Stundenbücher. Das Motiv des Sonnenaufgangs als mythologische Wiedergeburt ist dabei das vorherrschende Thema. Die Ägyptologie bezeichnet diese Abschnitte, je nach Zugehörigkeit zu den tradierten Vorlagen, als „Nutbuch-Familientexte“. Abfassungen aus der Zeit des zweiten Jahrhunderts n. Chr. kamen zunächst in Form von zwei veröffentlichten Textzeugen aus Tebtynis hinzu, ehe 2007 weitere vier Fragmente aus der gleichen Epoche und Region publiziert wurden. Das neue Material enthält Abschnitte, die bisher nicht bekannt waren, und bietet damit weitere wertvolle Erweiterungen der ägyptisch-religiösen Texte.
Bei dem sogenannten Nutbuch handelt es sich um innerägyptische Übersetzungen und Kommentierungen, die auf Inschriften und Papyri aus verschiedenen Epochen überliefert sind. Mit den Ausführungen des Nutbuches liegt ein Handbuch zur religiösen Astronomie vor, das in dieser Form als einzigartig anzusehen ist und zusammenhängend die Konzepte des Alten Ägyptens in eigenen Worten darlegt. Die möglicherweise bis zu dreitausend Jahre andauernde Tradierung und die ergiebige Fundlage in Tebtynis, einem sonst unbekannten Ort, deutet auf das Festhalten an den mythologischen Vorgaben des Nutbuches während der altägyptischen Geschichte hin.

## Forschungsgeschichte und Versionen des Nutbuches

### Pharaonische Zeit
Schon sehr früh konzentrierte sich das Interesse der Ägyptologie auf die astronomischen Teile des sogenannten Nutbuches. Als erstes verfügbar für die moderne Forschung war die Fassung R im Grab Ramses IV., die sich auf das Nutbild und die Dekanlisten beschränkt. Der Text wurde erstmals von Jean-François Champollion und Ippolito Rosellini sowie später von Heinrich Brugsch kopiert. Erik Hornung gab im Jahr 1990 im Rahmen einer Neubehandlung die Gesamtpublikation „Zwei ramessidische Königsgräber“ heraus.

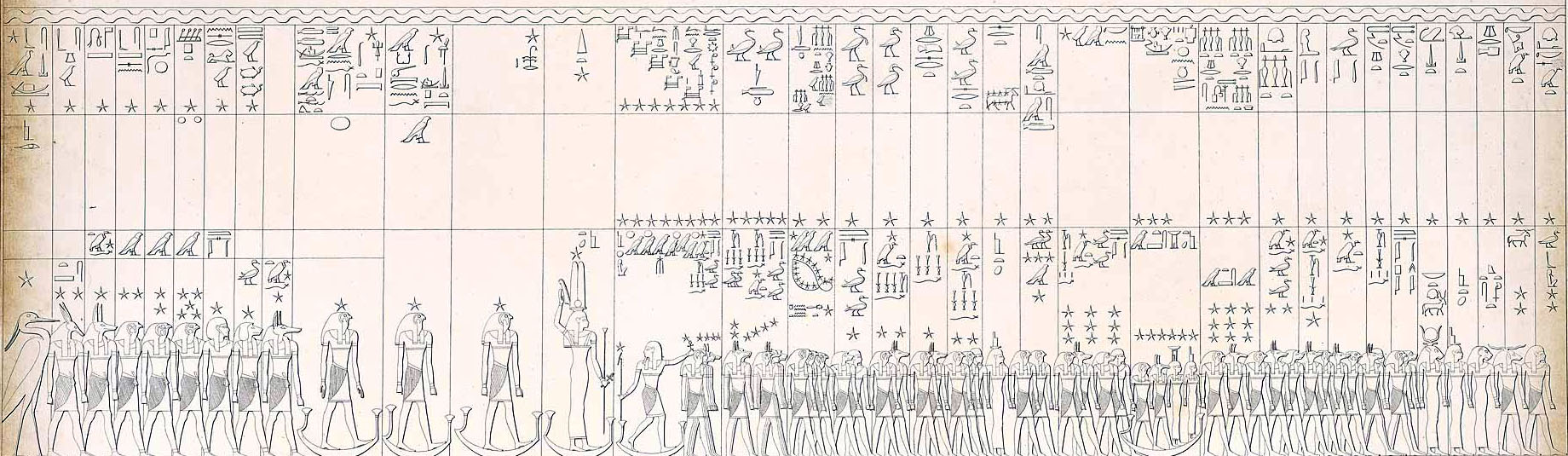
„Sethos-Schrift“: Darstellung der 36 Dekane

Die 1933 im Osireion in Abydos entdeckte „Sethos-Schrift“ (S) brachte große Fortschritte, zumal die Fassung S den ältesten Beleg darstellt. Adriaan de Bucks Übersetzungsversuche der kryptographischen Teile des Nutbuches gab der Entschlüsselung des Nutbuches entscheidende Impulse. Das Dekankapitel fand jedoch zunächst in der Forschung wenig Interesse, da sich die Textzusammenhänge nur sehr schwer erschließen ließen. Völlig vernachlässigt wurde das Mondkapitel, das in pharaonischer Zeit nur in der „Sethos-Schrift“ belegt ist. Der in der Vergangenheit in Publikationen benutzte Bearbeitungsstand hatte bis zur im Jahr 2007 vorgenommenen Neubearbeitung durch Alexandra von Lieven die Standardedition von Otto Neugebauer und Richard Anthony Parker „Egyptian astronomical Texts“ als Grundlage.
Im Jahr 1977 veröffentlichte Jan Assmann die Fassung M aus dem Grab der Mutirdis, die aus der 26. Dynastie stammt. Neue Erkenntnisse konnten aus der Fassung M nicht gewonnen werden, da einerseits der Inhalt weitestgehend der Intention der „Sethos-Schrift“ folgt und andererseits nur in sehr schlechter Erhaltung vorliegt. Die „Sethos-Schrift“ weicht in einigen Passagen von den Fassungen R und M ab und zeigt im Vergleich die Abbildung der Göttin Nut in unterschiedlichen Dimensionierungen. Das größere Nutbild bezieht sich auf das Buch von der Nacht, die kleinere Diagonalversion dagegen auf das Nutbild des Nutbuches, die jedoch in ihrer Ausführung unvollendet blieb. Einzelabschnitte in anderen Epochen, die den Inhalten der „Sethos-Schrift“ entsprechen, werden „Sethos-1A-Familie“ oder „Sethos 1B-Familie“ genannt.

### Tebtynis-Fassungen (2. Jahrhundert n. Chr.)
Das Tebtynis-Textmaterial ist aufgrund seiner komplexen Grabungs- und Erwerbungsgeschichte auf der ganzen Welt verstreut. Hinzu kommt, dass mehrere Tausend Fragmente unsortiert in den Museen unveröffentlicht vorliegen und jedes Mal neu durchgesehen werden müssen. In der Konsequenz können deshalb sehr leicht Tebtynis-Fragmente übersehen werden. Darüber hinaus ist nicht klar, ob in Museen und Privatsammlungen weitere bislang unentdeckte Texte vorhanden sind. Tatsächlich hatte Siegfried Schott um 1930 Fragmente im Kunsthandel gesehen, deren Verbleib bis heute unbekannt ist.
Die Papyri Papyrus Carlsberg 1 (PC1) und Papyrus Carlsberg 1a (PC1a) wurden 1940 beziehungsweise 1960 wissenschaftlich herausgegeben. Diese Fassungen lieferten eine problemlose Lesung und boten von den Ägyptern ergänzend demotische Kommentare. Aus diesem Grund basierten die meisten Veröffentlichungen zum sogenannten Nutbuch auf den Tebtynis-Versionen. Erschwerend wirkte sich lange Zeit die falsche Annahme aus, dass die „Sethos-Schrift“ im Osireion nicht zum Nutbuch gehöre. Lediglich Winfried Barta sah den Zusammenhang dieser Texte. PC1 und PC1a stammen vom selben Schreiber, sowohl im hieratischen wie auch im demotischen Text. Bemerkenswert ist die Textverlängerung älterer Vorlagen. Dieser Umstand konnte erst durch das Auffinden weiterer Textfragmente in jüngster Zeit festgestellt werden. Frühere Annahmen, dass Textverkürzungen vorliegen, werden damit hinfällig.
Die 1998 bearbeiteten Papyri-Fragmente pBerlin 14403b als PC228 stechen durch sorgfältiges Layout und schöne Schrift heraus. Der Verfasser dieser Fragmente hatte das in der Demotistik bekannte Amt des Nun-Schreibers inne. Einen gravierenden Unterschied innerhalb der Tebtynis-Fragmente PC228 zeigt die Teilversion pCarlsberg 497 als PC497, die sich als einziger Text detailgetreu an die Vorlage der „Sethos-Schrift“ hält. Besonders auffällig ist das Fehlen der gleichen Abschnitte wie in der erschlossenen „Sethos-Schrift“ und dessen ansonsten textlichen Übereinstimmung. Dieser Befund lässt nur den Schluss zu, dass im zweiten Jahrhundert n. Chr. die ursprünglichen Nutbuch-Inschriften nicht mehr komplett vorlagen.
Der 2001 entdeckte Papyrus pOxford 79/105 (jetzt Berkeley) zeigt als Fassung O starke Korrumpierungen, die auf ältere Vorlagen als Entwurf verweisen und danach in der Bearbeitung verändert wurden. Ähnliche Vorgehensweisen sind für bebilderte Papyri häufiger zu beobachten.

## Entstehungszeit des Nutbuches

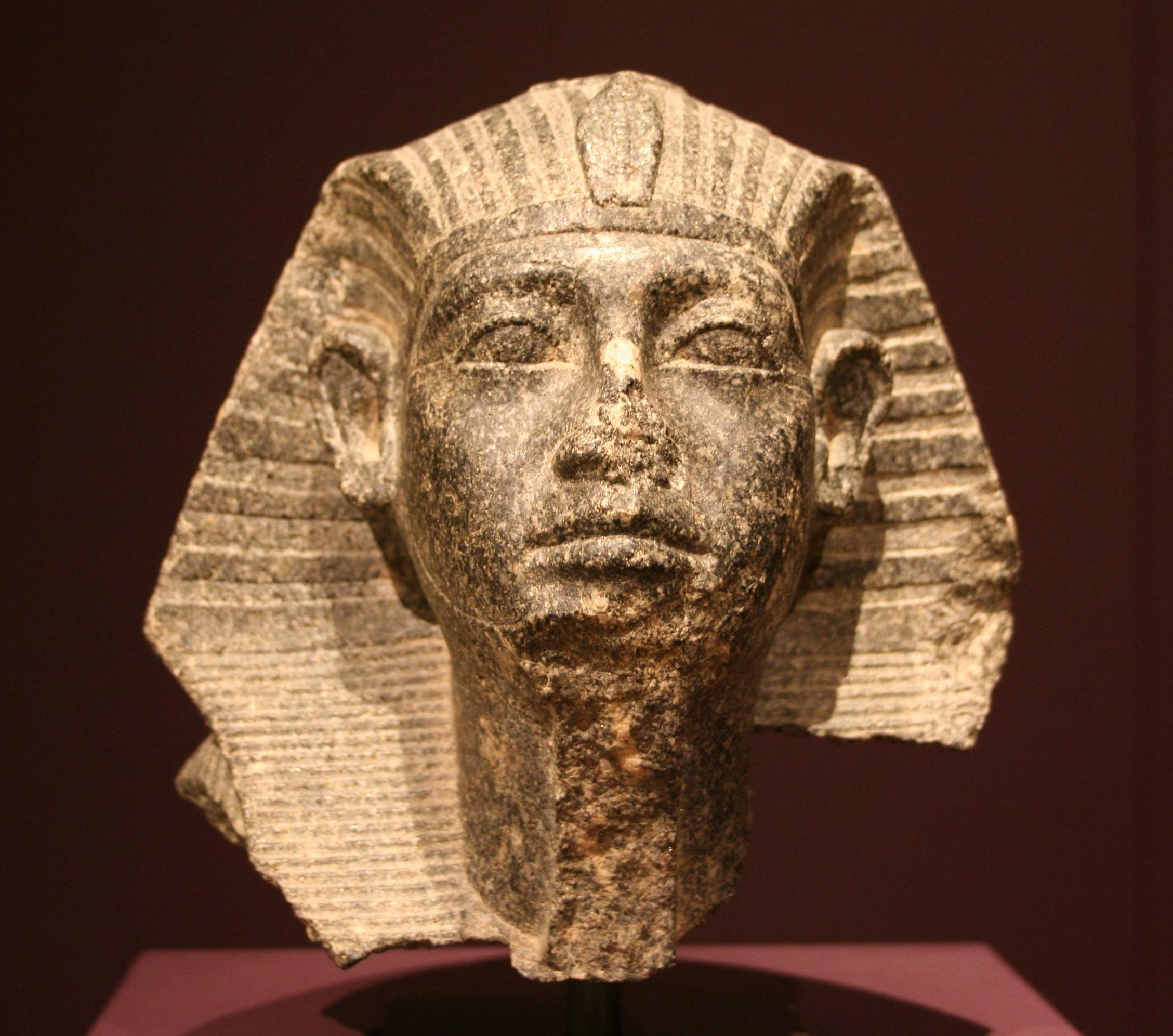
Darstellung des Sesostris III. als Sphinxkopf

Bereits die ältere Forschung hatte die beiden Dekan-Listen des Nutbuches untersucht. Deren Angaben enthalten Sternzahlen und Namen, die mit dem idealen Sopdet-Aufgang am 1. Achet I verbunden sind. Teilweise werden auch Dekannamen ohne besondere Zuweisung im Nutbuch genannt. Die Widersprüche der Dekanlisten lassen deshalb deutlich unterschiedliche Entstehungszeitpunkte erkennen. Die Daten-Liste zeigt eine Bearbeitung im Mittleren Reich unter Sesostris III. in seinem siebten Regierungsjahr, was sich mit der Nennung des heliakischen Aufgang von Sirius am 16. Peret IV im selben Jahr deckt und etwa auf die Zeit von 1880 bis 1850 v. Chr. einzugrenzen ist. Die Korrektheit dieser Angaben ist durch unterschiedliche Berechnungsmethoden von mehreren Ägyptologen als sicher anzunehmen. Christian Leitz möchte daher eine ursprüngliche Entstehungszeit um einen Sothis-Zyklus früher für etwa 3324 v. Chr. postulieren; Sesostris III. habe dann eine Anpassung der Dekane vorgenommen. Als Grund wird einerseits der astronomische Umstand angeführt, dass im Mittleren Reich keine siebzigtägige Unsichtbarkeitsdauer von Sirius gegeben war und andererseits das Kalenderdatum von Sopdet im Nutbuch eine besondere Wichtigkeit gehabt haben muss.
Als sicher wird in diesem Zusammenhang die Verbindung der Balsamierungsdauer von 70 Tagen zu tatsächlich durchgeführten Beobachtungen angenommen, die in der Folgezeit kanonisch wurde. Die Erwähnung von Sopdet in den Pyramidentexten spielt ebenfalls eine gewichtige Rolle. Jedoch kann aus dieser mythologischen Verbindung kein Zusammenhang mit dem Nutbuch abgeleitet werden. Das Nutbuch verwendet die kanonische Unsichtbarkeitsdauer deshalb, weil sie kanonisch geworden ist, woraus sich aber nicht automatisch die Entstehungszeit des Nutbuches begründen lässt. Sicherlich hatte das Sirius-Datum für das Alltagsleben der Ägypter keine besonders große Bedeutung, weshalb es andere Ursachen geben muss, die eine Aufnahme des 16. Peret IV im Nutbuch veranlassten.
In diesem Zusammenhang fällt die veränderte Einteilung der Dekan-Sterne in den Dekan-Listen des Nutbuches auf, die auf neue Beobachtungstechniken deuten. Die ursprüngliche Reihenfolge hing von den heliakischen und akronychischen Aufgängen der jeweiligen Dekane ab. Diese Form hatte aber den methodischen Nachteil, Unwägbarkeiten der Witterungsverhältnisse nicht korrigieren zu können. Eine konstante und zuverlässige Einteilung war daher nicht möglich. Die Beobachtungsverlegung in die Nachtstunden minimierte das Unsicherheitsrisiko erheblich. Die alten Dekan-Listen verloren anschließend an Bedeutung, da deren Daten nicht mehr für die neue Dekanreihenfolge verwendet werden konnten.
Unklar bleibt die Herkunft und Vorgeschichte der Bestandteile des Nutbuches. Obwohl sprachhistorische Untersuchungen nach Auffassung von Alexandra von Lieven die Existenz der Nutbuchtexte im Alten Reich beweisen, liegen keine fassbaren Belege vor. Ältere andere Vorlagen ergeben mit den neuen Dekan-Listen im Hinblick auf technische Neuerungen (Erfindung der Wasseruhr) das hypothetische Ablaufszenario: Sesostris III. beschloss, das wichtigste Wissen über die religiöse Astronomie zusammenzustellen. Verschiedene Einzeltexte, die bis in das Alte Reich zurückreichen, darunter auch das Nutbild, wurden mit dem mythologischen Werk „Grundriss des Laufes der Sterne“ sowie dem Mond- und Planetenkapitel ergänzt. Zwischen der Saitenzeit und der frühen Epoche der Ptolemäer entsprangen weitere Kommentare zum Nutbuch, die im Fortgang mit Kommentaren ständig ergänzt wurden, um die alte Tradierung zu gewährleisten.

## Räumliche Anordnung des Nutbuches

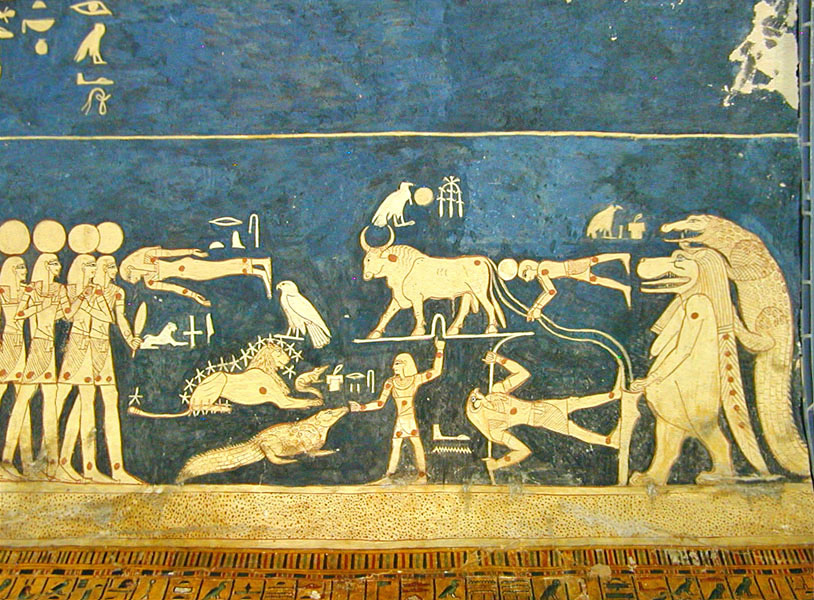
Zirkumpolarsterne (Grab Sethos I.)

Alle Nutbuchversionen weisen als Gemeinsamkeit die Platzierung in der Westhälfte der Sarkophaghalle des jeweiligen Grabinhabers auf. Gegenüber, in der Osthälfte, war die Abbildung vom Buch der Nacht in der Balsamierungshalle angebracht. Dieser stilistische Bruch der sonst üblichen Ausrichtungen ist markant. Die Ursache dürfte im Inhalt des Nutbuches zu suchen sein, das sich schwerpunktmäßig mit dem Sonnenuntergang und dem Nachthimmel beschäftigt. Den Abschluss bildet der Sonnenaufgang, der im Nutbuch nur eine Nebenrolle einnimmt.
Bei der Kombination der Bücher vom Tag und von der Nacht befindet sich das Buch vom Tag auf dem angemessenen Ostteil und das Buch von der Nacht entsprechend auf dem Westteil. Nur im Grab von Ramses VI. wählten die Erbauer die nord-südliche Richtung, um die gesamte Korridorlänge nutzen zu können. Das Buch vom Tag ist dort auf dem Südteil und das Buch von der Nacht auf dem Nordteil abgebildet. Die Gleichsetzung von Norden und Westen ist im Zusammenhang mit dem Untergang der Sonne zu sehen, die im Westen unter den Horizont sinkt und danach nicht mehr sichtbar ist. Selbige Unsichtbarkeit ist für den Norden gegeben.
Für den Süden gilt parallel die Verbindung vom Mittagsstand der Sonne und ihrem Aufgang im Osten symbolisch für die Sichtbarkeit am Tage. Das Erklärungsmuster besteht somit aus Ost/Süd = Tag und West/Nord = Abwesenheit der Sonne = Nacht. Im Grab von Scheschonq III. ist der seltene Fall gegeben, dass die Texte des Buches von der Nacht nicht an der Decke stehen, sondern sich gemäß dem Erklärungsmuster an der Nord- und Westwand befinden; in den Sonnenheiligtümern von Medinet Habu und Taharqa am Heiligen See nur an der Westwand sowie in Deir el-Bahari an der Nordseite der Ostwand. Das Nutbuch und das Buch vom Tage sind dagegen nirgendwo als Wanddarstellungen zu sehen.
Im Darstellungssystem des Nutbuches ist eine klare Einteilung vorhanden. Völlig anders ist die Situation bei den Unterweltsbüchern, wo keine bevorzugte Himmelsrichtung feststellbar ist. Dieser Umstand deckt sich mit dem Zustand der Schriftsysteme der jeweiligen Bücher und bestätigt die Beobachtung, dass ein Dekorationsprogramm für das Nutbuch, nicht jedoch für die Unterweltsbücher bestand. Die fehlende Abstimmung beider Komponenten lässt auf unterschiedliche Entstehungszeiten schließen.

## Inhalt

### Nutbild

#### Zeilen E bis 15

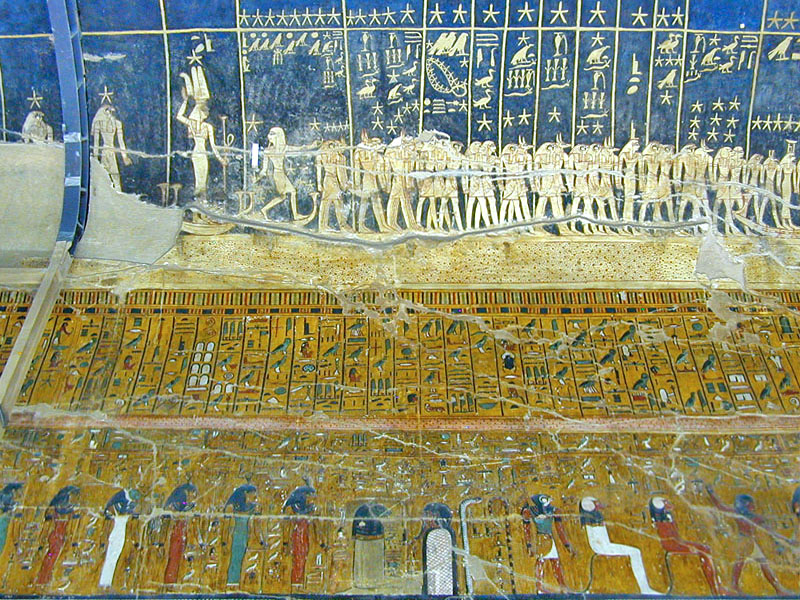
Deckendarstellung (Grab Sethos I.)

Die PC1/PC1a-Versionen beinhalten statt des Nutbildes nur Beschreibungen der Nut-Darstellung. In der Sethos-Schrift ist die Einleitung (E) nicht mehr erhalten.
Die in den Tebtynis-Versionen vorhandene Präambel weist nicht nur einen beschreibenden Charakter auf, sondern enthält zusätzliche Ausdeutungen, die einer erklärenden Funktion gleichkommen. Aufgrund dieser Systematik kann daher davon ausgegangen werden, dass den Schreibern entsprechende Vorlagen der älteren Schriften zur Verfügung standen.
Die Himmelsdarstellung in Philae weist in diesem Zusammenhang große Parallelen zu der des Nutbildes auf. Gleiches gilt für die zugehörige Einleitung der Teybtynis-Versionen.
Die Sethos-Schrift enthält zu Anfang der folgenden Ausführungen den Hinweis, dass dem Nutbuch ein älterer Text zusätzlich vorlag, der nicht zum ursprünglichen Nutbuch gehörte. Der Vorlagetitel „Grundriss des Seelandes“ wurde ebenso im „Buch vom Fayum“ zitiert, das ausschließlich beschriftete Zeichnungen enthält und einen Grundplancharakter besitzt. Der darin enthaltene Satz „Kenntnis des Grundrisses von Süden und Norden ganz Ägyptens“ bestätigte die Annahmen der Ägyptologen, dass die dort enthaltene „Grundriss-Planfigur“ eine enge Verbindung zum Nutbuch zeigt.
| Auszüge aus der Sethos-Schrift (Zeilen 1 bis 15) | Auszüge aus der PC1/PC1a-Version (Zeilen E bis 15) |
| --- | --- |
| E [nicht mehr lesbar] 1 Alles soll geschehen, wie es beschrieben wird 1 und was als Grundriss des Laufes der Sterne bekannt ist. 3 Dieser Gott (Re) befindet sich auf ihrer südöstlichen Seite, 3 die hinter Punt liegt. 4 Er befindet sich auf dem Weg aus der Finsternis, 4 vor dem Erhellen des Himmels. 5 Nechbet, die Weiße von Nechen, 6 ihr Aufgang [geschieht im] Osthorizont. 8 Er (Re) geht aus ihrem (Nut) Hinterteil hervor. 9 So begibt er sich zur Erde, erschienen und geboren. 11 So öffnet er die Schenkel seiner Mutter Nut. 12 So entfernt er sich zum Himmel. 13 So tritt er ein als geflügelter Skarabäus. 14 So entsteht er (Re), wie er zum ersten Mal entstand 14 auf der [Erde] beim ersten Mal. 15 Er schwimmt in seiner Röte. | E Das ist das [Bild auf der Schrift]rolle. E Das ist die Frauenfigur, [deren] Kopf im Westen E und deren Hinterteil im Osten ist, E das ist [[ Nephthys]], das ist der nördliche Himmel. E In der Umgebung des Himmels geht die Sonne auf. E Die Wasser, aus dem dieser Gott (Re) aufgeht, E durchziehen den Himmel. E Das heißt, es geschieht, nach seinem Umlauf. E Der Lauf der Sterne erfolgt gemäß den Vorschriften, E das heißt derjenigen, die am Himmel aufgehen. 3 Dieser Gott (Re) entsteht an der südöstlichen Stelle, 3 festgemacht in der Form des Falken. 3 Er ist ein Falke, der hervorkommt aus dem Nun. 4 Sein Hinterteil befindet sich im Reteh-qabet, 4 sein Vorderteil im Sereq-hetit. 6 [Nechbet], ihr Aufgang aus dem Ort, in dem sie ist, 6 gegenüber dem Falken. Er (Re) spricht mit ihr, 6 wenn sie aus dem Gottesland kommt. 7-12 [nicht lesbar] 13 Er (Re) geht zum Himmel in Gestalt des Skarabäus. 14 Er ging in der Form des ursprünglichen Entstehens, 14 wie am ersten Tag beim ersten Mal vom Anfang. 15 Der Ort, wo die Majestät dieses Gottes (Re) aufgeht, ist der Ort, 15 wo Kenmut und Ab-Schetui aufgehen am Hohen Tag. 15 Das ist der Platz des Aufganges, den dieser Gott (Re) macht. |

#### Erläuterungen Zeilen E bis 15

Darstellung der Nephthys

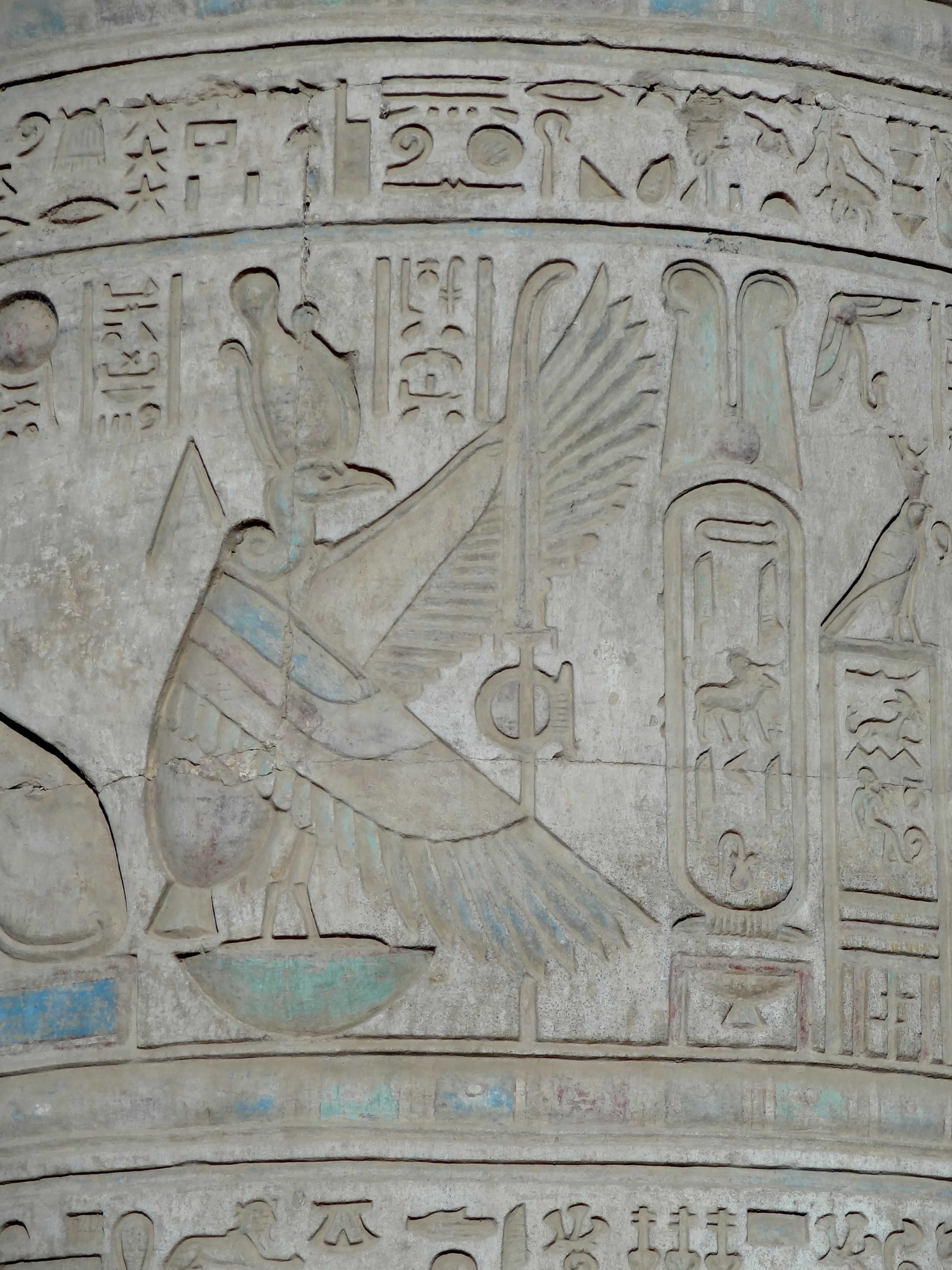
Die Geiergöttin Nechbet

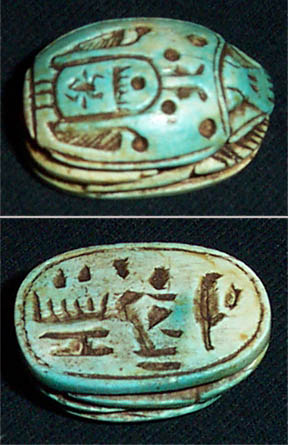
Skarabäus-Amulett, etwa 550 v. Chr.

Die Erwähnung von Nephthys als Nordhimmel erscheint zunächst seltsam, da diese Himmelsregion sonst mit Nut assoziiert wird. Offensichtlich liegt hier eine Ausdeutung statt einer Beschreibung vor. Grundlage ist das Motiv von zwei Himmelsgöttinnen, die auch im Tempel von Philae und Kom Ombo auf den Darstellungen zu sehen sind. Das Kopfende, das erwartungsgemäß im Westen liegen sollte, erscheint dort auch in nördlicher Ausrichtung. Hintergrund ist die Bezugnahme auf den Sternhimmel, wo der Südhimmel hinter der „Gottesmutter des Re“ und der Nordhimmel vor ihr liegt. Nephthys tritt dabei am Kopfende und Isis am Hinterteil der Sonnenbarke auf. Die räumliche Aufteilung folgt dabei dem altbekannten Himmelsrichtungsmuster, das Westen und Norden als Ort der abwesenden Sonne versteht.
Mythologisch entspricht der Nordhimmel auch der Entstehungsregion des Re, wobei Nephthys und Isis eine Doppelfunktion als Amme und Mutter einnehmen und deshalb in ihrer Funktion mit Nut verschmelzen können. Zudem liegt eine deutliche Verbindung zum Osirismythos vor, wo Nephthys und Isis gemeinsam Horus als Mutter und Amme aufziehen.
Einige Ägyptologen, beispielsweise Kurt Sethe, Arielle Kozloff und Ronald Wells, vertreten die Ansicht, dass der Nordhimmel in Verbindung mit Nut das Band der Milchstraße symbolisiert. Ergänzend deuteten sie die Darstellungen aus der Ramessidenzeit mit Sternen auf und um ihren Körper herum als Beweis für ihre Hypothese, ohne jedoch klare Belege dafür nennen zu können. Nach Aufarbeitung dieser und anderer Texte konnten jene Ansichten nicht mehr in die engere Wahl gezogen werden, da durch Harco Willems, Rolf Krauss und Arno Egberts eindeutig belegt wurde, dass mit den erwähnten Bereichen die Mesqet von Nut gemeint ist.
Der Falke ist die Gestalt von Re, die er kurz vor seinem Aufgang annimmt. Sein Aufenthaltsort befindet sich zu diesem Zeitpunkt noch weit entfernt hinter Punt. Damit schlüpft Re in die Rolle von Horus im Horizont. Dass Re tatsächlich als Horus verstanden wird, zeigt die spätere Nennung von Osiris als „seinen Vater“. Namentlich wird Re deshalb in den ersten 15 Zeilen nicht erwähnt und taucht nur in den Formen „dieser Gott“ oder „Majestät dieses Gottes“ auf.
Die Nennung von Nechbet spielt auf den Mythos „Die Heimkehr der Göttin“ an. Nechbet übernimmt die Rollen von Hathor und Tefnut. Diese Funktion erscheint zunächst ungewöhnlich. Wenn jedoch Nechbets prominente Stellung als „Kronengöttin“ in Oberägypten in Betracht gezogen wird, ergibt sich automatisch die Verbindung zum Sonnenauge. Traditionell wurde zumeist angenommen, dass das Sonnenauge die Sonne selbst und damit ein Teil von Re ist. Neue Untersuchungen der Texte zeigen aber, dass hauptsächlich Sopdet mit dem Sonnenauge identifiziert wird. Nicht zufällig ist in diesem Zusammenhang die Anrufung von Sopdet in den „Hymnen an das Diadem“. Die Erwähnung der Nechbet im Nutbuch zeigt exemplarisch den Synkretismus der ägyptischen Religion, der bereits gut im Mittleren Reich belegt ist und zugleich den Beweis liefert, dass alle wichtigen weiblichen Gottheiten in der Erscheinungsform des Sonnenauges auftreten können.
Auf dieser Grundlage kann Nechbet problemlos die Funktion von Sopdet übernehmen, was sich im Satz „[Nechbet], ihr Aufgang aus dem Ort, gegenüber dem Falken“ deutlich manifestiert. Die Ortsangabe „gegenüber dem Falken“ beschreibt den Zustand von Re vor der Geburt, der sich zu diesem Zeitpunkt noch unterhalb des Horizontes befindet, während Sirius als Sopdet/Nechbet schon über dem Horizont zu sehen ist und sich daher „gegenüber von Re“ befindet. Im Verlauf des Ablaufs des Sonnenaufganges verwandelt sich Re nun vom Falken in einen geflügelten Skarabäus, der typischen Gestalt der Morgensonne als Gottheit Chepri. Der Zeitpunkt der Umwandlung wird nicht näher angegeben, da dieser mit dem Erheben von der Erde als wissend vorausgesetzt wird. Die ikonografische Darstellung als geflügelter Skarabäus assoziiert hierbei einerseits die aufsteigende Bewegung zum Himmel und andererseits die prägnante Eigenschaft frisch geschlüpfter Skarabäen, aus der Erde hervorzukommen.
Ergänzend liegt auch ein Vorausverweis auf die Morgenröte vor, die mit der Vorstellung einer Feuerinsel verbunden ist. In den Pyramidentexten 888a-b und 467 wird Re ebenfalls mit dem Skarabäus verbunden, der gleichzeitig auch für den Westen und den Sonnenuntergang belegt ist. Ähnlich lautet der Inhalt in Esna 413, wo Re beim Sonnenuntergang als „Eintretender in Skarabäusgestalt“ beschrieben wird. Der Vergleich dokumentiert das natürliche Verhalten dieser Käferart, die sich und ihre Mistkugel im Boden eingraben.
Schließlich wird auf die ursprüngliche Entstehungsform verwiesen und betont, dass jeder Sonnenaufgang eine Wiederholung der Schöpfung darstellt. Der Aufgangsort von Re ist geografisch dem astronomischen Azimut der Dekan-Sterne Kenmut und Ab-Schetui gleichgestellt. Ein Vergleich der Daten beweist, dass sich der heliakische Aufgang dieser Dekane in dem Bereich des Horizontes vollzieht, in welchem auch die Sonne zu jener Jahreszeit emporsteigt. Der Text bereitet im weiteren Verlauf Verständnisprobleme, da vom späteren Autoren der Originaltext nachweislich erweitert wurde. Die Sethos-Schrift bezieht zum Aufgangsort keine nähere Stellung, weshalb mögliche Deutungen vorgenommen werden konnten.

#### Zeilen 16 bis 38
Die Zeilen 16 bis 38 konzentrieren sich auf den Sonnenaufgang und die damit verbundenen Orte. Diese Passagen des Nutbuches zeigen klar und präzise die Himmelsvorstellungen der Ägypter, die der modernen Auffassung des Weltalls sehr nahekommen und besagen, dass dort die altbekannten Dimensionen der Erde, mit der Eingrenzung auf die drei Dimensionen Länge, Breite und Höhe, ihre alleinige Gültigkeitsdefinition verloren haben.
| Auszüge aus der Sethos-Schrift (Zeilen 18 bis 38) | Auszüge aus der PC1/PC1a-Version (Zeilen 18 bis 38) |
| --- | --- |
| 16 Er (Re) öffnet seine Fruchtblase. 17 Er schwimmt in seiner Röte. 18 Er reinigt sich in den Armen seines Vaters Osiris. 19 So lebt [sein Vater] wirksam, 19 nachdem er (Re) sich bei ihm platziert hat. 20 Die Röte nach der seiner Geburt. 21 Die Schriften, die gegenüber ihrem (Nut) Bein sind. 22 So wird er (Re) aufgezogen am Anfang der Mesqet. 25 So erhält er den [Befehl], dass er sich zum Himmel entfernt, 25 in der „Stunde, die zufriedenstellt“. 26 So wird seine Gestalt stark und groß. 27 Entstehen als Mensch in […]. 28 So entsteht sein Herz und seine Kraft, 28 das heißt Stärke gegen Apophis. 29 […]. 30 Ein Küken, wenn Re sich zeigte, indem er herauskommt. 31-35 [nicht lesbar]. 36 Es ist überhaupt kein Licht dort. 37 Was nun jeden Ort angeht, leer von Himmel 38 und leer von Erde, das ist die gesamte Duat. | 18 Er (Re) reinigt sich in den Armen seines Vaters Osiris. 18 Das heißt: Er (Osiris) reinigt als Wasser aus dem (Re) aufgeht. 19 Er (Re) lebt und ist schön bei seinem Aufgang aus dem Wasser. 20 Die Röte entsteht nach der Geburt in der Farbe, 20 die in der Scheibe am Morgen entsteht, 20 seine Strahlen sind auf der Erde in besagter Farbe. 20 Schau, die Krone Unterägyptens ist die, die „Röte“ zu lesen ist. 21 (Re) geht auf aus der Duat, die Sterne hinter ihm, 21 die aufgehen auf der Mesqet. Das ist der Eingang der Duat. 22 (Re) wird ernährt in der Mesqet, das heißt: seine Kraft. 25 (Re) befiehlt sein Entfernen von den Menschen in der Duat, 25 in der neunten Stunde der Nacht, 25 das ist die „Stunde, die zufriedenstellt“. 26 Sein Entstehen wird groß. Größe, welche seine Flamme ist. 27 So entsteht (Re) in den beiden Ländern. 28 Sein Herz entsteht, das heißt Stärke gegen Apophis. 29 Sein Schauen zur Erde beim Aufgehen sind seine Strahlen. 30 Ein Knabe, wenn (Re) sich zeigt beim Aufgang. Klein ist er. 31 Die Oberseite des Himmels ist die Keku-semau. 31 Die Außenseite des Himmels befindet sich in Reteh-qabet, 31 welche die Umgrenzung des Himmels ist. 32 Ihre Grenzen (der Umgrenzung) sind unbekannt. 33 Die Grenzen sind im Nun festgemacht als „Müde“. 33 Diese sind im Wasser, indem sie erschöpft sind, 33 das heißt, die Orte, von denen ich gesprochen habe. 34 Der Ba erhebt sich dort nicht. Re geht dort nicht auf. 35 Ohne dass sein Land von Göttern und Verklärten gekannt wird, 35 das heißt, der Ort, in dem die Finsternis ist. 36 Es ist überhaupt kein Licht darin. 37 Jeder Ort breitet nun jeden Schatten aus. 37 Es ist gänzlich mit Finsternis bedeckt, das heißt, die Wasser. 38 Höher sind die Länder erhoben als die gesamte Duat. 38 Die Finsternis dort übertrifft diejenige der Duat. |

#### Erläuterung Zeilen 16 bis 38

Darstellung des Osiris

Die Mutter des Re wird in der Ikonografie regelmäßig als Kuh dargestellt. Bei Huftieren ist es üblich, dass das Kalb nach der Geburt noch vollständig von der Fruchtblase umhüllt ist, aus der es sich erst am Boden befreit. Dieses Bild erklärt die Vorstellungen der Ägypter von der Sonnenmutter, dass ihr Kind Re in der Nähe des Horizontes nach oben stieg, nachdem es vom Hinterteil der Nut zunächst auf die Erdoberfläche fiel. Der obere Geburtsbereich stand symbolisch für die Arme des Vaters Osiris, der auch als Wasser des Nils angesehen wurde. Die Nilquelle soll in diesem Zusammenhang seinem Bein entsprungen sein. Im späteren römischen Reich zeigten die Darstellungen im Isiskult Osiris mit einem Krug Nilwasser.
Die Reinigung im Wasser ermöglicht als Pendant zur Geburt durch die Mutter den erneuten Sonnenaufgang. In den kosmographischen Texten hat besonders die Vereinigung von Re mit Osiris zum Zweck der Wiederbelebung von Osiris eine große Bedeutung. Das Umarmungsmotiv findet sich in den Pyramidentexten regelmäßig. Der Zustand der Reinigung wird dort als Erfrischung in den Armen des Vaters gesehen, der freilich in den Pyramidentexten mit Atum angegeben wird. Die Pyramidensprüche lassen jedoch weitere Deutungsmöglichkeiten zu, da in der Einleitung vier Wesenheiten genannt sind, darunter auch Ma-her-tjerut. Während die genaue Übersetzung des ersten Namensbestandteils unklar bleibt, bedeutet der hintere Teil des Namens „...auf der Röte“ und zeigt eine direkte Verbindung zur Beschreibung im Nutbuch. Die verwendeten Begriffe des Basistextes vom Nutbuch lassen sich deshalb eindeutig in das Alte Reich datieren.
Die Tageszeiten wurden im Alten Ägypten durch die Stundengöttinnen repräsentiert. Die „Stunde, die zufriedenstellt“ kommt ebenfalls im Buch vom Tage vor: „Die die Schönheit des Re erscheinen lässt, das ist die Stunde, die zufriedenstellt“. Zwei weitere Male wird diese Stunde im Buch vom Durchwandeln der Ewigkeit genannt. In der PC1-Version hat den Kommentator offensichtlich die Zuweisung der „Stunde, die zufriedenstellt“ verwirrt, da er sie mit „der neunten Stunde der Nacht“ gleichsetzte, obwohl es sich nur um die erste Tagesstunde handeln kann. Offenbar verbindet er „die Menschen“ mit dem Werk „Himmel der Urzeit“, in welchem sich die Menschen „im achten Tor“ befinden, das zur „neunten Stunde überleitet“. Die neu zusammengestellte Aussage zeigt seine Schwierigkeiten, den Sinn zu verstehen, warum sich die Sonne in der „neunten Stunde der Nacht“ entfernt, obwohl die Menschen die Sonne dann sowieso nicht sehen können. Folglich führte er ergänzend die „Menschen in der Duat“ ein, die nun in der Lage sind, die zu diesem Zeitpunkt dort befindliche Sonne zu sehen. Die falsche Zuweisung zeigt deutlich den Umstand auf, dass es sich bei der „Stunde, die zufriedenstellt“ um einen Übertrag aus anderen Texten handelte, die dem Kommentator nicht mehr vorlagen.
Die Flamme des Re zielt auf den Sonnenaufgang, da optisch das Land Ägypten wie in Flammen getaucht wirkt. Das Herz des Re erscheint in anderen religiösen Texten meist in Verbindung zu Thot und dem Mond. Im Nutbuch wird dagegen die Nähe zum Thema Osirismythos gesucht und die Schlange Apophis als Sonnenfeind charakterisiert, den Re jeden Morgen aufs Neue besiegen muss. Auffällig ist die alleinige Erwähnung in der PC1-Version, während die „Sethos-Schrift“ Apophis nicht zum Inhalt hat.

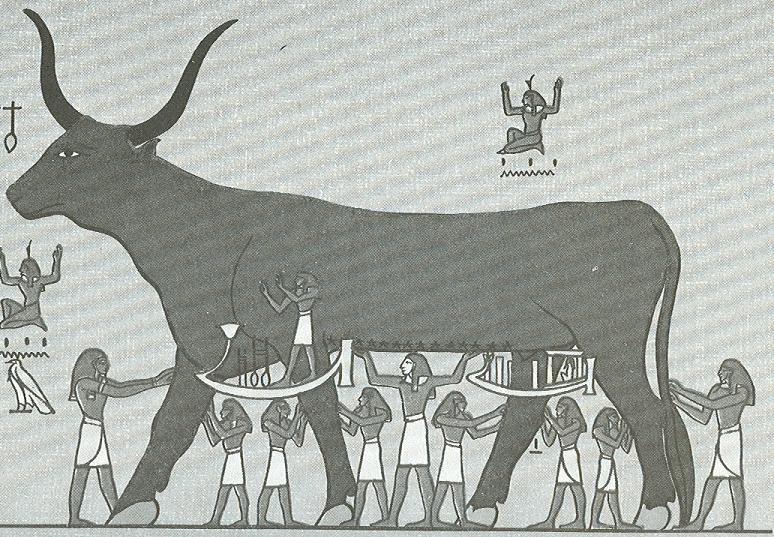
Darstellung der Nut als Himmelskuh

Die nächsten Zeilen beschäftigen sich mit dem lichtlosen Weltrand und der Vorstellung vom Aussehen der Nut, deren Rücken die Außenseite des Himmels symbolisiert. Die „Müdigkeit“ ist wiederum ein beliebtes ägyptisches Wortspiel, das auch in der 58. Szene des Pfortenbuches angewendet wird, wo vier mal vier „Müde“ im Urgewässer dargestellt sind. Die Sonne kommt im Nutbuch nie über den oberen Randbereich der Nut hinaus, da sie aus der Vulva austritt, unter ihrem Leib entlangfährt und abschließend wieder in den Mund eintritt. Damit stellt sich die Aussage des Nutbuches gegen das „Buch von der Himmelskuh“, wo Re sich auf dem Rücken der Nut befindet, die als Kuh gezeigt wird. Inhaltlich wird die widersprüchliche Aussage wieder verständlich, wenn beachtet wird, dass es sich bei dem „Buch von der Himmelskuh“ um ideologische Vorstellungen handelt, die als Grundmotiv die Entstehung der Weltordnung und die damit verbundene „Gottesferne der Menschen“ aufweisen. Das Nutbuch hat jedoch reale Beobachtungen zum Inhalt und versucht diese zu erklären. Es ergeben sich im späteren Dekankapitel einige strukturelle Berührungspunkte zum „Buch von der Himmelskuh“.
Das Motiv „Götter und Verklärte, die sich nicht im Finsteren aufhalten“ zeigt wieder die Nähe zu den Jenseitsbüchern, wo Götter und Verklärte in Regionen leben, die Re allnächtlich erleuchtet und die Verdammten in den finsteren gottesfernen Randbereichen der Duat ihr „Sein im Nichtsein“ fristen. In der PC1-Version wurde diese Passage geschichtlich getrennt und in textlich entstellter Form geordnet. Der Kommentator wählt neue Varianten und verbindet diese kreativ zu dramatischen Aussagen; beispielsweise schildert er die Ur-Finsternis im Vergleich zur „Sethos-Schrift“ als „noch dunkler, als die der Duat“.

#### Zeilen 39 bis 72
Den Mittelpunkt dieses Textabschnitts bildet die Aufzählung aller Dekan-Sterne mit den zugehörigen Aufgangszeiten im ägyptischen Verwaltungskalender. Daneben werden Eintritt, Dauer und Herauskommen aus der Duat des Sonnengottes Re beschrieben.
| Auszüge aus der Sethos-Schrift (Zeilen 39 bis 72) | Auszüge aus der PC1/PC1a-Version (Zeilen 39 bis 72) |
| --- | --- |
| 39 Was getan wird am 1. Achet I beim Hervorgehen der Sopdet. 40-54 [Es werden alle Sterne der Dekanliste Sethos I. genannt]. 55 (Re) tritt in den Mund der Nut in das Innere der Duat. 56 Danach fährt er dahin in ihrem Innern. 59 Das Pfeilerhaus ist es, wo sich (Re) aufhält. 60 (Re) tritt ein in ihrer ersten Stunde in der Dunkelheit. 63 (Re) geht zur Ruhe in Leben in der zweiten Stunde der Nacht. 64 Er gibt den Westlichen Befehle und macht Pläne in der Duat. 65 So geht er wieder zur Erde heraus. 66 Entstanden als Verjüngter wie beim ersten Mal. 67 So entsteht er als der große Gott von Edfu. 71 Nuts Kopf ist der Westhorizont, ihr Mund im Westen. 72 Nuts rechter Arm ist auf der nordwestlichen Seite, 72 ihr linker Arm ist auf der südöstlichen Seite. | 39 Alle diese Sterne entstehen am Himmel am 1. Achet I, 39 beim Hervorgehen der Sothis (Sopdet) zusammen mit Re, 39 Anfang des Jahres, an dem es keine Verminderung gibt. 39 Er (Re) zieht dahin auf dem Weg der Sterne. 39 Sothis, 18 Sterne sind hinter ihr und 18 Sterne vor ihr. 40-54 [siehe Inhalt der Sethos-Schrift] 55 Durch den Mund, das heißt den Himmel, betritt (Re) die Duat. 55 Schau auf das Bild, die Scheibe die an ihrem Mund ist. 56 Daraus geht er hervor und zieht im Himmel umher. 59 Pfeilerhaus, der Ort an dem (Re) untergeht, ist sein Name. 60 Er tritt in ihren Mund in der „Stunde, die zufriedenstellt“, 60 in der dritten Stunde des Abends. 60 Üblicherweise kommt (Re) in der „Stunde, die zufriedenstellt“ 60 aus Nut heraus, das ist die neunte Stunde der Nacht. 63 [...im Lebensland der Duat in der zweiten Stunde…] 64 (Re) gibt Befehle für die Westlichen 64 und macht Pläne für die Nekropolenbewohner. 65 (Re) erscheint wieder auf Erden. 66 In Oberägypten wird seine Kraft groß wie beim ersten Mal. 67 Der große Gott entsteht in Edfu. 71-72 [nicht zusammenhängend lesbar, da nur Fragmente]. |

#### Erläuterungen Zeilen 39 bis 72

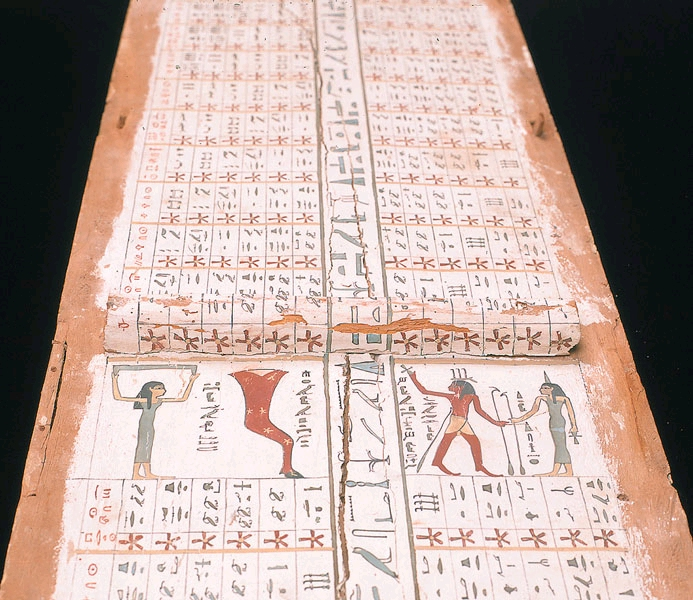
Diagonalsternuhr aus dem Mittleren Reich

Der Text in Zeile 39 weist eine Leerzeile auf. In dieser Lücke standen nähere Angaben zum heliakischen Aufgang von Sopdet. Was in diesem Zusammenhang „Verminderung“ bedeutet, kann daher nicht ausschließlich festgelegt werden, auch wenn höchstwahrscheinlich ein Idealjahr die Grundlage für die Dekanlisten bildete, das mit dem tatsächlichen Kalender nicht in direkter Verbindung stand.
Die erscheinende Zahlenfolge „18 Sterne vor und 18 Sterne hinter Sothis“ führt mit Sopdet in der Mitte zu einer Anzahl von 37 Dekanen und erscheint deshalb zunächst fehlerhaft. Bei näherer Betrachtung der Diagonalsternuhren löst sich dieser vermeintliche Widerspruch auf, da ein dort vorhandener Mittelstreifen die 36 Dekane in zwei Hälften einteilt. Auf dem Mittelstreifen erscheint meist Sopdet als Abbildung, jedoch ohne ihre auch auftretende Funktion als dreiteiliges Dekan-Sternbild. Parallelen ergeben sich zu Darstellungen ergänzend in Esna und weiteren Dekantexten.
Ab Zeile 55 konzentrieren sich die Beschreibungen wieder auf den Sonnenlauf und platzieren den Anfang der Duat in den Bereich der Mundöffnung von Nut. Diese klare Aussage erscheint im Verständnis altägyptisch-mythologischer Vorstellungen nachvollziehbar. Vorher gemachten Aussagen legen zwar nahe, dass sich die Duat am Erdboden oder darunter befindet, doch handelt es sich hierbei um subjektive Schlussfolgerungen, da im Nutbuch selbst kein Verweis auf eine unterirdische Lage gegeben wird. Die wörtliche Übersetzung „Unterwelt“ für die Duat ist irreführend und sollte deshalb als „das Land des Jenseits“ verstanden werden.

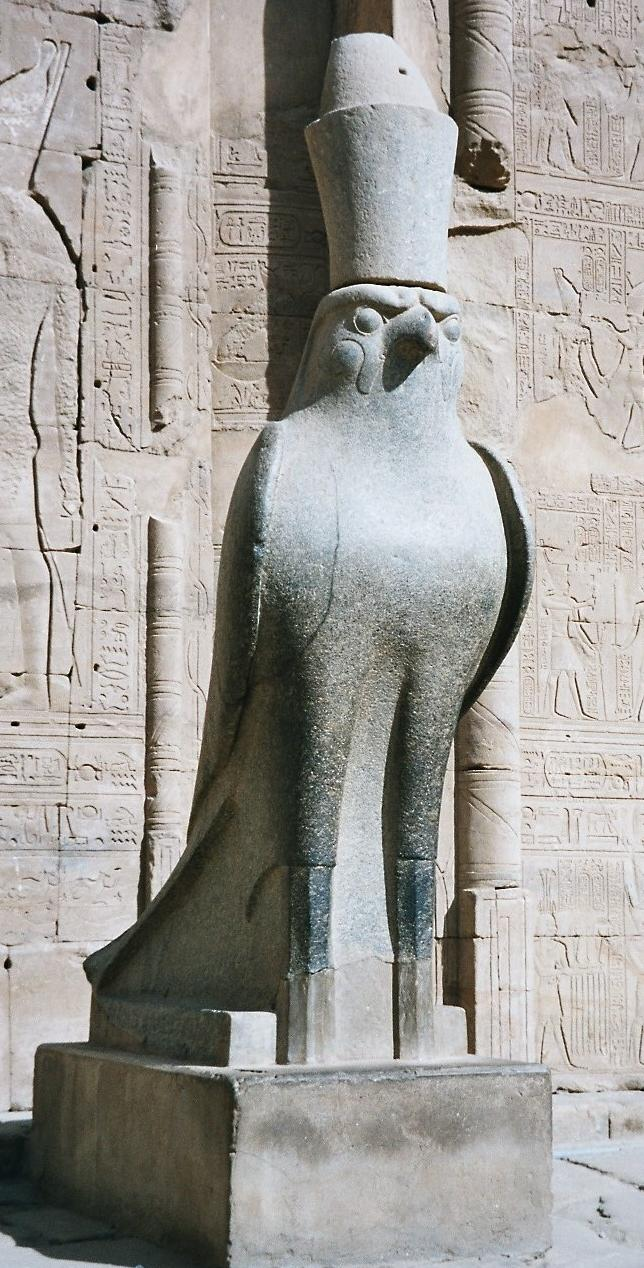
Horus von Edfu.

Die plötzliche Erwähnung des Gottes von Edfu ist neben Anspielungen auf Heliopolis der einzige konkrete Hinweis auf irdische Lokalitäten. Für das Nutbild ergeben sich hinsichtlich der textlichen Herkunft die Wahlmöglichkeiten von Heliopolis, Edfu und El-Kab, wobei Edfu aus kult-topografischer Sicht einen Plausibilitätsvorsprung besitzt. Re übernimmt im Nutbild die Rolle des mächtigen solaren Horus, die besonders gut zu Behdeti, der Flügelsonne von Edfu, passt. Zwar stellte Heliopolis das eigentliche Kultzentrum des Sonnenkultes dar, doch fällt die Nicht-Erwähnung der Göttin Wadjet ins Auge, die in Buto beheimatet war. Ihre Position wird von der Geiergöttin Nechbet besetzt, die besonders in El-Kab verehrt wurde. Damit ergibt sich im Nutbuch ein oberägyptisches Gottheitsmilieu.
Die bekannte Verbindung von Sopdet mit Nechbet zeigt auch hier oberägyptische Berührungspunkte und verweist auf die Rückkehr aus Punt über Oberägypten, weshalb sich Nechbet als Identifikationsfigur anbot. Die Verbindung zu Heliopolis steht mit den Himmelsbüchern in Zusammenhang und zeigt für diesen Bereich eine unterägyptische Tendenz. Belege für die unterägyptische Wadjet sind in der Minderheit, was mit der archäologischen Fundlage zusammenhängt, die aufgrund der örtlichen Gegebenheiten keine alten Überlieferungen aus dem Nildelta erlauben.
Weiter sind die unterschiedlichen Entstehungszeiten der Nutbuch-Basistexte zu berücksichtigen, die inhaltlich ein starkes Interesse für Oberägypten aufweisen. Ins Auge fällt der Verweis auf das „Pfeilerhaus“ und die damit verbundene mythologische Nachbarschaft zum Sonnenheiligtum in Heliopolis. Eine Deutung in diese Richtung lässt den Schluss zu, dass Re im Tempelbezirk von Heliopolis übernachtete. Insgesamt ergibt sich kein klares Bild, das eine sichere Aussage ermöglicht, weshalb genügend Raum für Spekulationen vorhanden ist.
Der Verweis auf die „zweite Nachstunde“, in der die Fahrt von Re im Inneren der Nut beginnt, ist auch im Buch von der Nacht enthalten und macht die Annahme wahrscheinlich, dass das Buch von der Nacht als ideale Ergänzung zum Nutbuch verstanden wurde. Die Erwähnung von „Plänen des Re in der Duat“ ist eine sehr häufig verwendete Passage in kosmografischen Texten; allein im Amduat finden sich sechs Belege.
Wie auch sonst häufig zu beobachten, werden die Himmelsrichtungen der Nut in der Überlieferung widersprüchlich mit neuen theologischen Erklärungsmustern belegt. Der „Westhorizont“ entspräche der Position des Deszendenten, während der alleinige Begriff „Westen“ den bereits unsichtbaren Bereich unter dem „Westhorizont“ meint. Diese Gleichsetzung passt inhaltlich zu den Vorstellungen des wieder verschlossenen Mundes der Nut. Der „südöstliche Arm“ bezieht sich im Nutbild eindeutig auf die Region Punt und beinhaltet die mythologische Vorstellung der Heimkehr von Sopdet mit ihrem heliakischen Aufgang, der tatsächlich auch im südöstlichen Horizont stattfindet.

#### Zeilen 73 bis 84
Der Abschnitt über die Zugvögel ist neben der Dekanlehre das zweite bekannte Kapitel, das seit Veröffentlichung der Jahreszeitenreliefs des Niuserre durch Elmar Edel zu großer Bekanntheit gelangte, da die Aussagen des Nutbuches mit den Angaben der Weltkammer in Abusir literarisch nahe verwandt sind. Eine weitere Verbindung ergibt sich zum Reisebericht des Wenamun, in welchem die Zugvögel ebenso erwähnt werden. Weiter fällt auch die Übereinstimmung mit den sieben königlichen Hymnen im Papyrus pTurin CG 54031 auf.
| Auszüge aus der Sethos-Schrift (Zeilen 73 bis 84) | Auszüge aus der PC1/PC1a-Version (Zeilen 73 bis 84) |
| --- | --- |
| 73 Die Beschaffenheit der Vögel: Ihre Gesichter sind menschlich, 74 während ihre Gestalt die von Vögeln ist. 75 Jeder spricht zu seinen Genossen in menschlicher Sprache. 76 Gekommen, um in den Sümpfen Gemüse zu essen, 77 lassen sie sich unter dem Licht des Himmels nieder. 78 Sie verwandeln sich in ihre Vogelgestalt. 79 Ihr Nistplatz ist im Land Qebehu, 80 das Qebhu der Götter, woher die Vögel kommen. 81 (Die Nistplätze) erstrecken sich von der nordwestlichen Seite 82 bis zur nordöstlichen Seite. 83 Es ist offen zur Duat hin, 83 die sich auf ihrer nördlichen Seite befindet. 84 Nuts Hinterteil im Osten, ihr Kopf im Westen. | 73 Was die Vögel angeht: Ihr Kopf ist der von Menschen, 74 ihre Gestalt als […]. 75 Jeder unter ihnen spricht in menschlicher Sprache. 76 Die Vögel, die nach Ägypten kommen, 76 um das Gemüse des Feldes zu essen, 76 in allen Sumpfgebieten des Landes. 77 […] denn die Bas der […] platzieren sich, 78 Die [Skarabäen ?] verwandeln sich in Vogelgestalt. 79 Das Nest entsteht in Qebhu. 80 Der Platz […] ist dort, woher die Vögel kommen. 81 Die Vögel entstehen auf Nuts nordwestlichen Seite. 82 Der Ort, an dem sie sich befinden, 82 erstreckt sich bis zur südöstlichen Seite des Himmels. 83 Der Ort, an dem sich die geschützten Bas befinden, 83 ist auf ihrer nördlichen Seite zur Duat offen. 83 Wenn der Name des Ortes gesagt wird, so deshalb, 83 weil dort die geschützten und verdammten Bas sind 83 und (Re) dich zu diesem Platz geleiten wird. 84 Wenn die Orte des Hinterteils und des Kopfes 84 in Ost und West gesagt werden, so deshalb, weil […]. |

#### Erläuterungen Zeilen 73 bis 84

Darstellung des Ba-Vogels.

Der hergestellte Zusammenhang von Zugvögeln mit der Ba-Seele macht eine Gleichsetzung mit den Ba-Vögeln sehr wahrscheinlich, da sie periodisch nach Ägypten wiederkehrten. Die Erwähnung der Nahrung hat Parallelen zu den Bas in der Flammeninsel der 56. Szene im Pfortenbuch, die dort das Kraut/Gemüse (semu) ebenfalls als Verpflegung bekommen. Auch in der Weltkammer im Sonnenheiligtum des Niuserre werden die Zugvögel mit dem Land Qebhu verbunden. Historische Versuche, dieses Gebiet mit der Umgebung von Nut zu identifizieren, widersprechen jedoch den Ortsangaben im Nutbuch, da Qebhu nur für die nördlichen Regionen benannt wird. Im Süden und Südosten liegt dagegen die Reteh-qabet.
Nach den Schilderungen der Qebhu, die in der Urfinsternis liegt, muss es sich augenscheinlich um einen Ort am Rand der Keku-semau handeln. Ob diese Lokalität in Ägypten selbst oder außerhalb des Landes liegt, wird nicht näher erwähnt, weshalb eine genaue Ortung nicht möglich ist. Der Verweis auf die Duat ist problematisch, da einerseits vom Norden und andererseits vom Westen die Rede ist. Verortungen von Qebhu mit der Duat erscheinen unmöglich, da das Nutbuch in diesem Kontext nur vom Gebiet des Nordens spricht und der Kommentator der PC1/PC1a-Versionen die Region in den Westen verlagern möchte. Eine zusätzliche Schwierigkeit stellt die Lage der Duat selbst dar, die keinesfalls eindeutig ist. Bisherige Veröffentlichungen stellen nur Vermutungen ohne explizite Belege dar.
Anhand von Berichten in den Pyramidentexten wurden Versuche einer Lokalisierung in himmlischen Bereichen vorgenommen, wobei Rolf Krauss eine Verbindung zum Südhimmel sieht. Die Argumente für den Südhimmel stehen jedoch auf einer beleglosen Grundlage, da die entsprechenden Pyramidentexte keine genaue Ortslage schildern, sondern nur allgemein den Himmel erwähnen. Schlussfolgerungen der Historiker haben daher den Charakter von Hilfshypothesen. Das Nutbuch kann in dieser strittigen Frage die unterschiedlichen Konzepte näher bringen, da die Göttin Nut einerseits selbst der Himmel ist und der Eintritt in ihren Mund andererseits als nördlicher Eingang in die Duat bezeichnet wird. Das passt sehr gut zu den im Alten Reich vorgenommenen Ausrichtungen der Pyramiden und der damit verbundenen Bedeutung des Nordhimmels.
Zwischen Basistext und den späteren Kommentaren der PC1/PC1a-Versionen vollzieht sich die geistesgeschichtliche Verlegung der Duat vom Norden in den Westen. Daraus ergibt sich der Befund, dass der Kommentator der PC1/PC1a-Versionen neue theologische Konzepte in die alten Lehren einbaute, die bereits im Mittleren Reich greifbar wurden.

### Dekane

#### Zeilen 85 bis 103
Der Sonnengott Re nimmt im Dekankapitel nur noch eine Randstellung ein, während Geb, Schu und Nut die Hauptakteure sind. Der verstärkte Auftritt des Gottes Geb bestätigt den Eindruck, der aus den verschiedenen Schriftrichtungen gewonnen wurde, dass Nutbild und Dekankapitel ursprünglich nicht zusammengehörten. Ergänzend kommt hinzu, dass es sich bei dem Dekankapitel um einen mythischen Text handelt, die Beschriftungen des Nutbildes jedoch einen beschreibenden Charakter aufweisen. Die Zusammenfügung beider Texte hat wahrscheinlich das gemeinsame Interesse an Abhandlungen himmlischer Phänomene als Grundlage.
Die Dekankapitel-Zeilen 85 bis 103 sind in den Tebtynis-Versionen gegenüber der Sethos-Schrift neu gegliedert. Die Analyse der Texte ergab, dass die Abfolge in der Sethos-Schrift die richtige Reihenfolge darstellt. Es fällt zudem die weitaus größere Textmenge in den Tebtynis-Versionen auf, die die kurzen Aussagen der Sethos-Schrift ergänzend kommentieren und/oder neue theologische Erklärungsmuster hinzufügen.
| Auszüge aus der Sethos-Schrift (Zeilen 85 bis 103) | Auszüge aus der PC1/PC1a-Version (Zeilen 85 bis 103) |
| --- | --- |
| 85 Die Sterne fahren bis zu den Grenzen des Himmels, 86 an ihrer (Nut) Außenseite in der Nacht. Wenn sie erscheinen, 87 werden sie gesehen. 88 Wenn sie tagsüber in ihrem Innern fahren, 89 erscheinen sie nicht und werden nicht gesehen. 90 Sie treten ein hinter diesem Gott, 90 und sie gehen hinter ihm hervor. 91 So fahren sie hinter ihm auf den Hochhebungen des Schu. 92 Sie ruhen an ihren Plätzen, 93 nachdem seine Majestät (Re) im Westhorizont zur Ruhe gegangen ist. 94 Sie treten ein in ihren Mund am Ort ihres Kopfes im Westen. 95 Sie frisst sie. 96 So stritt Geb mit Nut, weil er zornig war wegen des sie Fressens. 97 Ihr Name wird genannt als Sau, die ihre Ferkel frisst, weil sie sie frisst. 98 So erhob sie ihr Vater Schu, indem er sie auf seinen Kopf hob, 99 wobei er sagte: „Geb, hüte dich“. 100 Er soll nicht mit ihr streiten, weil sie Kinder frisst. 100 Sie gebiert sie, sie leben, 101 sie gehen täglich hervor an dem Ort unter ihrem Hinterteil im Osten, 102 so, wie sie (auch) Re täglich gebiert. 103 Man sagt nicht ihren Namen als „Gottesmutter“, bis sie (erneut) gebiert. 103 Nicht eines kommt in ihr zu Fall. | 101 Die Sterne sind täglich an der Vulva der Nut. 99a Man nennt den Namen dessen, der sich löst, 99a wenn er sich aus dem Haus des Geb begibt. 99a Das Haus des Geb ist das Land des Jenseits. 99b Den untergehenden Stern nennt man nicht in der Duat 99b bis zum Aufgang aus dem Land des Jenseits. 100 Geb hat keinen Streit, weil Nut ihre Kinder untergehen lässt. 97a Es geschieht, dass das Muttertier seine Ferkel frisst. 97a Das Muttertier aber ist die Sau vom Geburtshaus. 97a Es sind immer die Weibchen, die ihre Ferkel fressen. 98 Ihr Vater Schu erhob Nut wegen ihres Fressens. 96 Gebs Vereinigung mit Nut ist die Vereinigung zum Bösen. 97b Der Name der Unterwelt-Sterne lautet: Die Gefressenen. 93a Der Stern, der mit Re zusammen ist, 93a geht mit ihm im Westhorizont unter. 93a 29 Sterne sind dorthin auf dem Weg. 94a Sie werden ihre Gesichter im Westen zeigen. 93b Sie kennen ihren Aufgang, wenn Re untergeht. 94b Sie treten in den Mund der Nut im Westen. 88 Sie ziehen in ihr dahin bei Tag, 88 sie werden nicht gesehen. 89 Die Erscheinenden am Tag, 89 das sind die sieben ungesehenen Sterne. 92 Die sieben Sterne ruhen im Westen an ihrem Platz. 85 Die anderen 29 Sterne ziehen zur reinen Stätte. 86 Nachts sind sie außerhalb von Nut. 103 Nut wird Mutter der Götter genannt, 103 weil sie die Sterne geboren hat. 103 Nicht einer von ihnen geht zugrunde. |

#### Erläuterung der Zeilen 85 bis 103

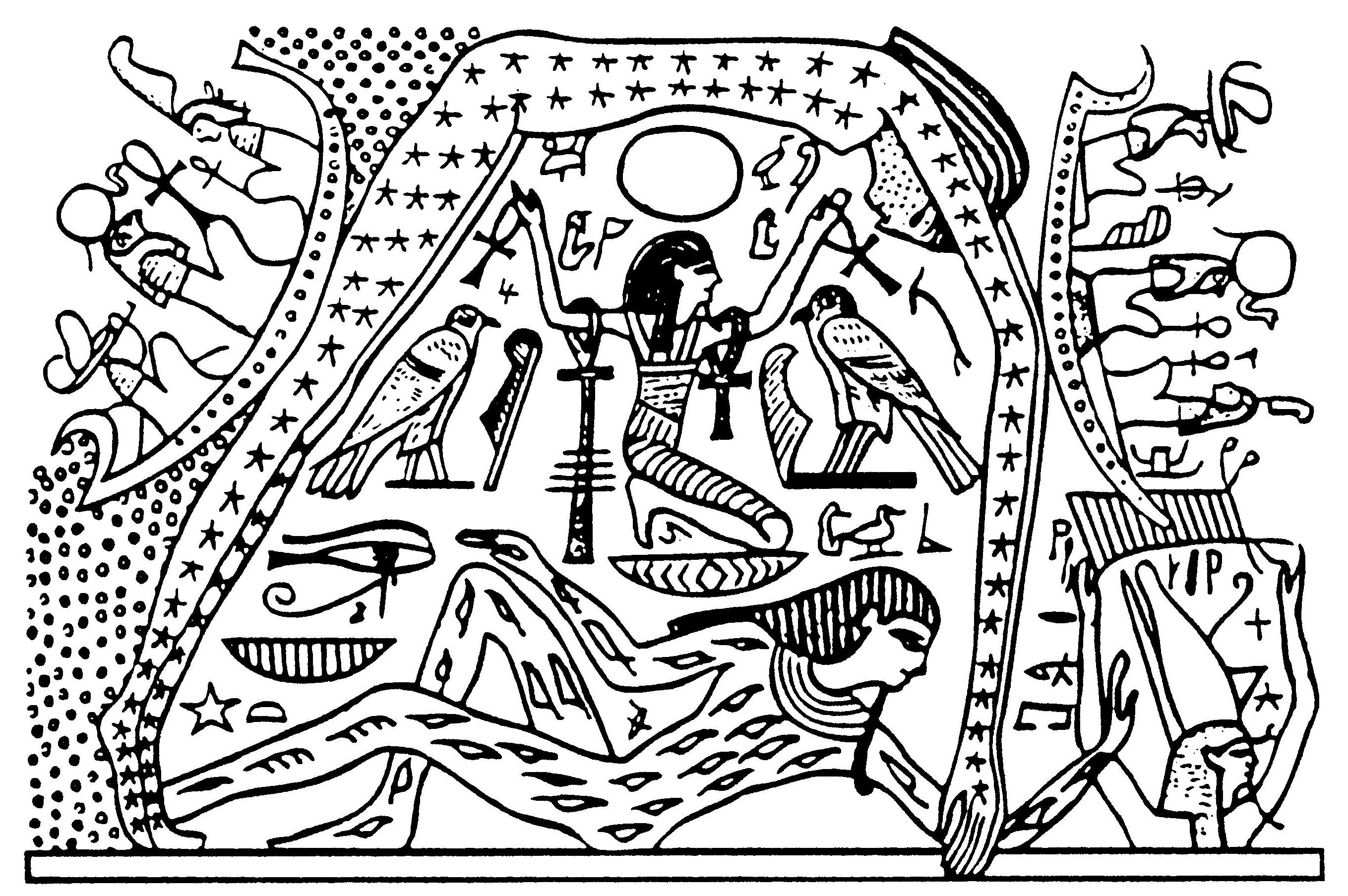
Die Himmelsgöttin Nut, gestützt vom Luftgott Schu, über ihm der liegende Erdgott Geb.

Die Dekan-Erzählung ist aus mehreren Gründen bemerkenswert. Zunächst zeigt sich der Umstand, dass Geb offenkundig mit den kosmologischen Gesetzen nicht vertraut ist und sich sehr unhöflich verhält. Diese negative Charakterzuweisung ist nicht nur auf das Nutbuch beschränkt. Als Beispiel hierfür sei der Mythos der Vergewaltigung von Tefnut durch Geb genannt. Weiter fällt auf, dass die Zustände der Gegenwart aus einem Fehlverhalten der Vergangenheit erzeugt wurden. Gleiches Motiv findet sich im Mythos Buch von der Himmelskuh und ist in Mythen anderer Völker ebenso prominent vertreten, besonders in der thematischen Gleichsetzung der Vertreibung aus dem Paradies im Alten Testament. Typischerweise sind es Menschen, die in dieser Mythen-Textgattung ihr eigenes Unheil verschulden. Die Nutbuch-Erzählung zeigt trotz des gleichen Schemas einen wesentlichen Unterschied, da die Trennung von Himmel und Erde aus einem Götterstreit entsteht.
Der Mensch spielt im Nutbuch nur eine Nebenrolle. Das Ergebnis des Götterstreits nimmt im Gegensatz zum sonstigen Bestrafungs-Ritus eine positive Wendung. Ohne das Hochheben der Nut durch Schu wäre kein irdisches Leben möglich und eine Schöpfung hätte nicht stattfinden können. Die schlimmste Katastrophe für einen Ägypter bedeutete deshalb das Herabkommen der Nut, welches gleichbedeutend mit dem Ende alles Lebens angesehen wurde.
Nut wird mythologisch mit einer Sau gleichgesetzt, die ihre Ferkel (Sterne) frisst. Geb kann diese Handlung nicht verstehen und beginnt einen Streit. Schu erhebt nun Nut in die Höhe, um beide zu trennen. Im großen Tagewählkalender wird zum 4. Schemu II angegeben, es würde berechnet, was Geb und Nut bei den Göttern getan haben. Der Charakter dieser Tat erscheint in negativem Zusammenhang. Das „Fressen der Ferkel“ kann nicht der Grund dafür sein, da nur Nut die Sterne frisst, Geb jedoch dagegen ist. Außerdem wird später erwähnt, dass kein Ferkel (Stern) zu Schaden kommt.
Die Verbindung von Nut zu einer „Ferkel fressenden Gottheit“ ist außerhalb des Nutbuches nur sehr selten anzutreffen. Die Ursache dürfte im Vorhandensein mehrerer „Schweine-Gottheiten“ zu sehen sein. Isis wird beispielsweise auch als „Weiße Sau von Koptos“ genannt. Auffällig ist die Zahl der abgebildeten Ferkel, die wie bei Nut der Zahl von sieben unsichtbaren Dekanen entspricht. Bislang ist nur ein Bruchteil des in Frage kommenden Materials publiziert, weshalb eine genaue Gegenüberstellung zurzeit noch nicht möglich ist.
Hervorzuheben an den Tebtynis-Texten sind die Informationen über die religiösen Riten, die mit den Dekanen und ihrem Zyklus verbunden waren. In den Tempeln wurde jeder neu aufgehende Dekan-Stern durch Opfer und Hymnenrezitation gefeiert. Ähnliche Handlungen sind im Papyrus pBM 10662 mit dem Titel „Anleitung der Sterne (seschem sebau)“ belegt. Die Beschreibung der kultischen Feierlichkeiten, die bei Dekadenanfängen vollzogen wurden, sind oft in ägyptischen Texten zu finden. Die Verbindung von „Trinktagen“ zeigen zudem einen deutlichen Bezug zu den Göttinnen Hathor, Sachmet, Bastet, Sopdet und Isis. Die Durchführung von Ritualen der „Feindvernichtung“ an diesen Tagen runden den religiösen Charakter der zugehörigen Festtage ab.
Besonders markant ist das Verbot, den Namen der toten Dekan-Sterne „nicht nennen zu dürfen“. Derartige Tabus sind in der Ägyptologie für die ägyptische Religion nur sekundär und teilweise untersucht. Herodot berichtete über das Verbot, den Namen von Osiris in bestimmten Zusammenhängen öffentlich auszusprechen. In diesen Themenbereich gehört das Negativbekenntnis von Ramses VI., der sich rühmte, den Namen von Tatenen nicht ausgesprochen zu haben. Gut bezeugt ist der Ritus, den Namen des Pharaos nicht zu nennen, sondern nur niederzuschreiben und zu lesen; ausführlich belegt in der „Lehre eines Mannes für seinen Sohn“ und in Quellen, die „rechtes Verhalten gegenüber dem Pharao“ thematisieren.
Gründe für dieses Tabu sind in der Ehrfurcht und Angst vor der jeweiligen Gottheit zu sehen, da durch öffentliches Aussprechen der Empfang negativer magischer Kräfte assoziiert wurde. Im Falle des Verbots der Namenaussprache des Pharaos dürfte als Hauptmotiv die Furcht vor magischen Folgen liegen, zu dem sich eine mögliche üble Nachrede durch Unvorsichtigkeit ergeben könnte. Außerdem sind im Tabuumfeld die „verborgenen und geheimen Namen bestimmter Götter“ zu nennen, die zwar bekannt und verehrt, nicht jedoch „in der Öffentlichkeit verraten“ werden durften. Im Falle der zeitweilig toten Dekan-Sterne kommt die Tabuisierung einer Schutzmaßnahme gleich, da diese unter der Obhut der gefährlichen „Chatiu-Dämonen“ standen und für den Aussprechenden eine Heraufbeschwörung der Dämonen katastrophale Folgen gehabt hätte, die sich gemäß seinem religiösen Glauben in Form von Krankheiten und Seuchen bis zum Tod manifestieren konnten.

Schu als Heh-Gott

Die gemachte Aussage „der Heh-Gott, den er machte“ (PC1a) erscheint im Zusammenhang mit der Hieroglyphe, die Schu in der Armhaltung des Gottes Heh zeigt. Zugleich ist diese Darstellung die Hoffnung auf unendliche Existenz der Welt. Beide Götter, Schu und Heh, werden zumeist gleichgesetzt. Amulette, die Heh als Gottheit zeigen, werden mit Schu tituliert. Bedeutendste Quelle ist das Buch von der Himmelskuh, wo von acht Nut stützenden Heh-Göttern die Rede ist. In anderen Texten wird Schu selbst als Heh bezeichnet.
Die Passage „Sie (die Sterne) werden im Westen die Gesichter zeigen“ (PC1a) zeigt eindrucksvoll die Übersetzungsprobleme des Schreibers, der die Dekan-Sterne im Westen aufgehen ließ, obwohl er hätte wissen müssen, dass im Westen niemals Sterne aufgehen. Andererseits stellt der Kommentar „Sieben Sterne werden nicht gesehen bei Tag“ eine bedeutende wissenschaftliche Erkenntnis dar, da die Tatsache bekannt war, dass die Sterne nicht unter der Erde in der Duat bleiben, sondern „an Nuts Außenseite (Himmel) entlangziehen“.

#### Zeilen 104 bis 143
Ab Zeile 104 ist die Reihenfolge aller Textversionen wieder identisch. Die Zeilen 104 bis 143 befassen sich hauptsächlich mit der Unterwelt und dem anschließenden Aufgang. Danach erfolgt eine Wiederholung und Zusammenfassung über das bereits Gesagte. Die Tebtynis-Schriften zeigen zumeist auch in den Zeilen 104 bis 143 leichte Abweichungen und münden in einer anderen religiösen Auslegung des Nutbuches.
| Auszüge aus der Sethos-Schrift (Zeilen 104 bis 143) | Auszüge aus der PC1/PC1a-Version (Zeilen 104 bis 143) |
| --- | --- |
| 104 Der Stern, der sich zur Erde begibt, stirbt. 105 Er bleibt 70 Tage in der Unterwelt. 106 So löst er seine Übel während 70 Tagen. 108 Der Name Leben wird nicht zum Lösen gesagt. 109 Sein Übel gelangt auf den Boden. 110 Er ist rein, er lebt […] Geb. 111 Sie leben und zeigen ihre Köpfe im Osten. 113 Das sind die Köpfe der Götter. 116 So fallen ihre Knochen zur Erde, 116 wenn die Bas aus den Knochen hervorgehen. 117 So fallen ihre Tränen herab und verwandeln sich in Fische. 118 Das Leben eines Sterns entsteht im See. 120 Er flattert nach oben, 121 aus dem Meer der Abbilder. 122 Das ist das Leben der Sterne. 125 So wurde Geb zum Fürsten der Götter. 130 Thot befahl, dass die Götter ihre Köpfe finden. 131 So entstanden die (Götter-) Köpfe. Sie leben. 132 Die Übel werden zu Menschen für 70 Tage. 133 Es entsteht seine Lebenszeit in der Unterwelt. 135 Bei Nacht gehen die Bas beim Fahren am Himmel hervor. 137 Am Tag sind sie nicht sichtbar für die Menschen. | 104 Der Stern, der zur Erde geht, ruht in der Unterwelt. 105 Er bleibt im Haus des Geb für sieben Dekaden. 106 Er löst in dieser Zeit seine Übel in der Balsamierungswerkstatt. 108 Der Name Leben wird zum Lösen gesagt. 109 Nach dem Abwerfen seiner Übel geht er auf. 110 Er reinigt sich, so entsteht er wie Sothis. 111 Sie werden leuchten und im Osten aufgehen. 113 Das sind die ersten unter den Göttern: Orion und Sothis. 116 So fallen ihre Übel zur Erde, 116 und die Bas, die zur Erde gefallen waren, gehen hervor. 117 Ihre Träne fällt herab, wird zu einem Fisch, ihrer Wasserform. 118 Der Stern wird beim Aufgang den See berühren. 120 Er zieht zum Himmel in seiner Himmelsform, 121 in der anderen Gestalt, in der Wasserform. 122 Über den Aufgang der Sterne wird gesprochen. 125 Über das Werden von Geb zum Götterfürsten wird gesprochen. 130 Thot befahl, dass [die Götter] ihre Aufgänge [finden sollten]. 131 Ihre Aufgänge entstanden. Geb veranlasste ihr Leben. 132 Die Übel werden zu Menschen. 133 Das ist das Entstehen seiner Lebenszeit in der Unterwelt. 135 Die Sterne machen ihre Wanderung beim Ziehen am Himmel. 137 Ihre Aufgänge sind für das menschliche Gesicht unsichtbar. |

#### Erläuterung der Zeilen 104 bis 143
Im Verlauf wird die siebzigtägige Unsichtbarkeitsdauer der Dekan-Sterne thematisiert und als vorübergehender wirklicher Tod angesehen. Die Gleichsetzung der Balsamierungsdauer mit dem Aufenthalt der Dekan-Sterne in der Unterwelt entspricht den ursprünglichen astronomischen Gegebenheiten und soll die enge mythologische Verbindung zu den Verstorbenen symbolisieren, die nach ihrem Tod wieder neu geboren werden. In direktem Zusammenhang steht das Senet-Spiel, dessen Spielfiguren die toten Dekan-Sterne darstellen. Über deren Schicksal entscheiden durch Gewinn oder Niederlage die Spieler.
Das Thema Sprachtabus folgt erneut, da erst nach Ablauf von sieben Dekaden über das „Lösen“ gesprochen werden darf, das gleichbedeutend mit dem neuen Leben ist. Die Tebtynis-Texte erschließen aus der Sethos-Schrift eine entgegengesetzte Deutung. Nicht mehr die Bezeichnung des eigentlichen Vorgangs steht im Mittelpunkt, sondern die Siebenzahl, die einem Wortspiel gleicht. Der zugehörige Ausdruck „sefech“ für die Zahl Sieben wird in anderen Hieroglyphen ebenfalls mit dem Begriff „sefech“ für die Bedeutung „Lösen“ umschrieben. Die temporäre Unsichtbarkeit wird als „Reinigungs- und Regenerationsphase“ verstanden.

Darstellung der Göttin Sothis

Unterschiedliche Auslegungen sind im „Aufgang der Dekane“ festzustellen. In der Sethos-Schrift steht das „Haus des Geb“ im Mittelpunkt; in den Tebtynis-Schriften dagegen Sothis und Orion, die als Paradigma für die anderen Dekan-Sterne stehen. Die Verbindung mit den „Köpfen der Götter“ ist von großer Bedeutung und macht die religiösen Kulte in der ägyptischen Religion verständlich; beispielsweise wenn Amun von Opet alle zehn Tage „seinen Kopf bei der Prozession zeigt“, bei deren Zeremonien nur der Kopf der sonst verhüllten Statue zu sehen ist. Hinter diesem Ritus verbirgt sich das wichtige astronomische Detail, dass die Dekan-Sterne keine Einzelsterne waren, sondern in unterschiedlicher Anzahl ein Sternbild darstellten. Der „Kopf“ stand für den ersten Stern des Sternbildes, der sich beim Aufgang zeigt. Sobald der „Kopfstern“ sichtbar wird, ist der Aufgang vollzogen. Im Falle von Sothis entspricht der „Kopfstern“ dem Sirius, der als Scheibe oder Stern auf der Krone oder dem Kopf der Göttin zu sehen ist. Die Tebtynis-Versionen zeigen bei diesem Beispiel einen deutlichen Widerspruch in sich, da Sothis ebenso ein Dekan-Sternbild war und zugleich als Paradigma für alle anderen Dekane steht. Auch das Paradigma von Orion zeigt die „astronomische Unmöglichkeit“ von siebzig Tagen Aufenthaltsdauer in der Unterwelt, da das Sternbild Orion aus mehreren aufgeteilten Dekanen bestand und die siebzig Tage Unsichtbarkeitsdauer in den Tebtynis-Schriften nicht korrekt verstanden oder ignoriert wurden.
Die Formulierungen „Das Fallen der Knochen“ oder „Das Fallen der Übel“ beziehen sich auf die sterbenden Dekan-Sterne und deren zur Erde abfallenden verbrauchten Hüllen. Zeitgleich gehen die vorher abgefallenen Bas wieder auf, da ihre Regenerationsphase vollendet ist. Es entsteht damit ein Zyklus, der sich fortwährend wiederholt. Hervorzuheben ist das Detail des Schreibers, der betont, dass sich der Wiederaufgang durch die Ablösung der Sternenseelen von ihren Leichen vollzieht, die in der Unterwelt ruhen. Es folgt anschließend das nächste Wortspiel, das Bezug auf die herabfallenden todesmatten Sterne nimmt und sie mit Tränen („remit“) sowie Fischen („remu“) vergleicht. Das Wortspiel hatte die Glaubensvorstellung der Ägypter als Grundlage, dass Wortähnlichkeiten sonst verborgene Bezüge offenbart. Im Beispiel der Tränen zogen die Ägypter den Rückschluss, dass das Wort „Träne“ aus den Tränen der Götter entstanden sei. Analog der Dekantränen für Fische symbolisierten die Tränen des Sonnengottes Re als Gleichsetzung menschliche Tränen.

### Mondkapitel

#### Zeilen 144 bis 159
In der „Sethos-Schrift“ und PC228 sowie PC497 schließen die Ausführungen über den Mond direkt an das Dekankapitel an. PC1 hat nur die Anfänge zum Inhalt. PC496 beinhaltet ergänzend Verweise auf die Dekane. PC497 hielt sich auch hier an die Vorlage der „Sethos-Schrift“ und wies die gleichen Lücken auf. Die Aufbereitung bereitete insgesamt große Schwierigkeiten, da keine Fassung vollständig erhalten ist und nur in Fragmenten vorliegt. Hinzu kommen kryptographische Formulierungen, die sich nicht immer im Zusammenhang zu den Texten erschließen lassen, weshalb die Übersetzungen der Tebtynis-Fragmente an einigen Stellen nicht den Anspruch auf definitive Gültigkeit erheben.
| Auszüge aus der Sethos-Schrift (Zeilen 144 bis 159) | Auszüge PC1, PC228 und PC497 (Zeilen 144 bis 159) |
| --- | --- |
| 144 Am zweiten Mondmonatstag ist das Fest des Horus. 145 Er stattete sich während des Monats mit beiden Augen aus. 146 Das Jubiläum der Nut ist der 28. Mondmonatstag. 147 Sie (Nut) stattet ihre Kinder mit dem Jahr aus. 148 Der Anfang entsteht beim Machen des Monatsmondes. 151 Es wird Nacht nach dem Monat (Neumond). 152 Das ist das Fest der Ankunft des Seth, 152 nachdem er die beiden Augen des Horus gänzlich ergriffen hat. 155 Er (Horus) saß mit verringerter Kraft verringert da. 156 Isis ergriff ihn 157 und setzte ihn zum Schutz in das Innere ihrer Mutter Nut. | 144 Der Aufgang im Westen am zweiten Mondmonatstag 144 ist das Fest des Horus. Das ist der Anfang, 144 wenn sie den Kreis vollmachen, nämlich die Auflösung. 144 [Nach dieser Zeile endet die Version PC1] 145-159 [Fassung PC 228 und PC 497 identisch bis Zeile 159] |

#### Erläuterungen Zeilen 144 bis 159

Stehender Horus

Zunächst ist vom zweiten Mondmonatstages die Rede, der gleichbedeutend mit der ersten Sichtbarkeit des Mondes nach Neumond ist. Der „Geburtstag des Mondes“ hatte im Alten Ägypten eine besondere Bedeutung. Der „Aufgang im Westen“ findet natürlich nicht wirklich statt, da im Westen kein Gestirn aufgeht. Die Aussage ist so zu verstehen, dass das Neulicht erstmals im Westen am Abend sichtbar wird. Die Angabe des 28. Mondmonatstages als „Jubiläum der Nut“ ist statistisch korrekt. Der genaue mythologische Sinn des Namens ist unklar. Die Nennung des 28. anstatt des angenommenen 29. Tages wirkt zunächst sonderbar.
Der Beginn des Mondmonatskalenders mit dem 29. Tag ist durchaus üblich. Im Festkalender von Medinet Habu ist eine „Liste der Feste des Himmels“, die mit dem 29. Tag beginnt. Gleiche Nennungen finden sich auf Tebtynis-Fragmenten, wo drei verschiedene Monatslisten ebenfalls mit dem 29. Tag beginnen. Hintergrund ist der reale astronomische Umstand, dass am 29. Tag normalerweise die letzte Sichtung der abnehmenden Mondsichel als sogenanntes Altlicht vorgenommen werden kann. Die Länge der Mondmonate ist variabel und lässt auch Ausnahmen für den 28. Tag zu. Das Nutbuch geht demnach vom frühestmöglichen Zeitpunkt der letzten Sichtbarkeit aus.
Tatsächlich nennt das Nutbuch nicht nur im Text ausführlich das Altlicht, sondern ist auch im Nutbild der „Sethos-Schrift“ dargestellt. Auf dem Hinterteil der Nut, am Ansatz zum Oberschenkel ist ein kleiner Sichelmond zu sehen. Diese Position, die einen Aufgang im Osten kurz vor dem Sonnenaufgang zeigt, ist nur am Ende eines Mondmonats möglich. Versuche, das „Hörnchen des Mondes“ mit Linksrichtung als zunehmenden Mond zu interpretieren, gehen ins Leere, da die Bahn der Gestirne von der Vulva der Nut an ihrem Bauch bis zum Mund läuft. Insofern zeigt das „Hörnchen des Mondes“ die Bewegungsrichtung des Himmelskörpers, was wiederum charakteristisch für den abnehmenden Mond ist.
Außerdem besaß die Zahl 28 Symbolkraft. So werden dem lunaren Osiris 28 Lebensjahre zugeschrieben. Im Nutbuch werden die Mondmonatstage mit seinem Auge in Verbindung gebracht. Der Horus im Mondkapitel übernimmt die Rolle aus dem „Horus-und-Seth-Mythos“ und repräsentiert den schutzbedürftigen Sohn der Isis. Er hat im Mondkapitel nichts mit der Sonne zu tun, sondern wird mit dem Mond identifiziert. Dieser Umstand beweist, dass es sich beim Mondkapitel zunächst um einen eigenständigen Text handelte, ehe er mit dem Nutbuch vereinigt wurde.

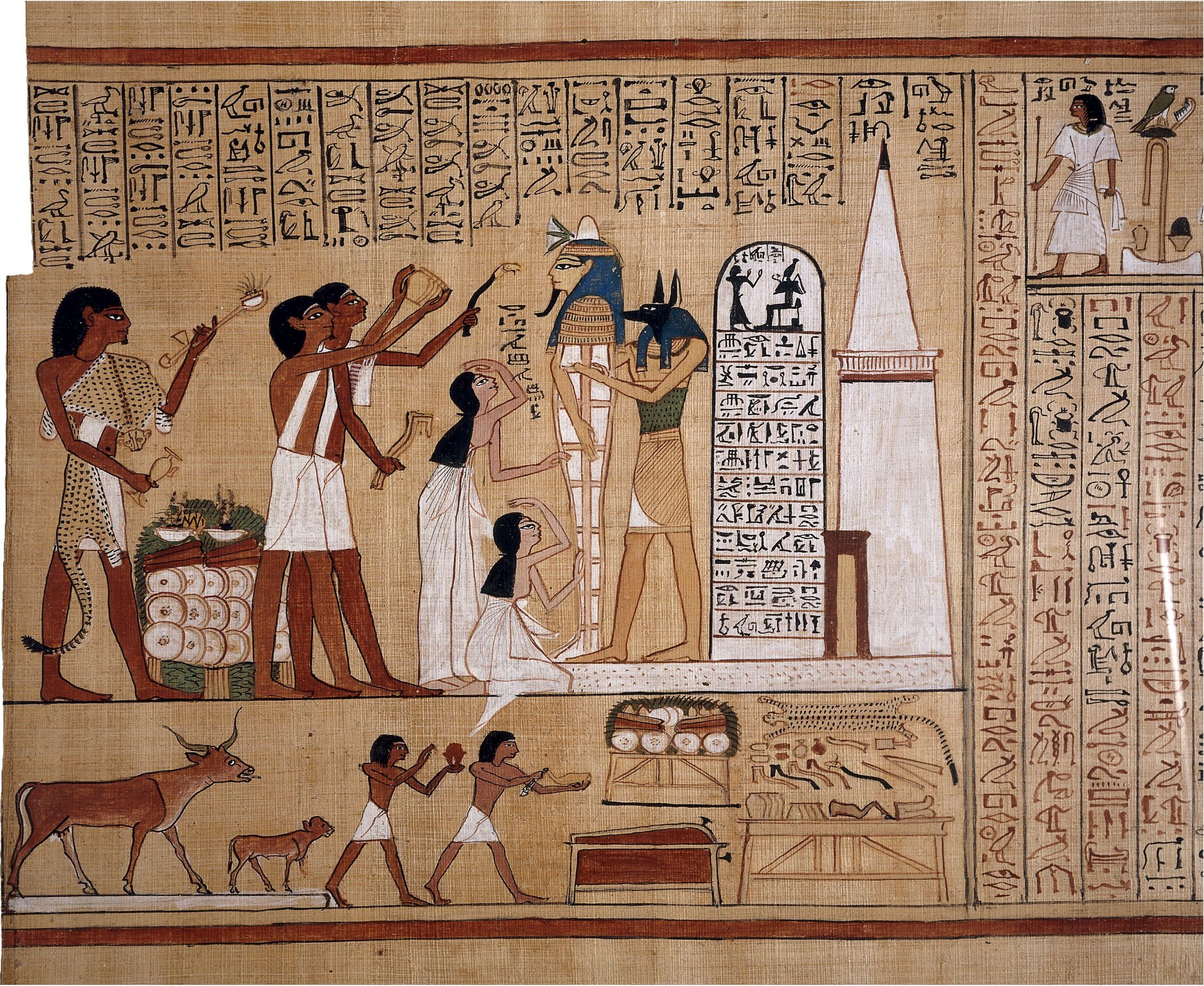
Mundöffnungsritual

Ab Zeile 151 ist der Mondmonat fast beendet. Der folgende Neumond wird als Nacht bezeichnet, die als Folge des „Ergreifens der Augen durch Seth“ begründet wird. In Gestalt eines „Sem-Priesters“ sitzt Horus nun in seinem Haus, dem „Haus des Monats“, das als „Hut-sched-abed“ (Kom Ombo: „Per-sched-abed“) mehrfach in anderen Texten belegt ist. Die Terminologie zeigt eine memphitische Verbindung zu Ptah.
Die Identifikation des „Sem-Priesters“ mit Horus ist auch im Mundöffnungsritual belegt, wo der „Sem-Priester“ gegenüber der anzufertigenden Statue in die Rolle des Sohnes tritt. Isis kommt nun hinzu und vertraut Horus im geschwächten und gefährdeten Zustand ihrer Mutter Nut an. Die Formulierung „in sie hineinsetzen“ hat den Bezug zum kurzfristigen Erscheinen am Morgenhimmel, der durch „das Öffnen des Auges“ weiter ausgeführt wird. Die nachfolgenden Textlücken bis Zeile 159 lassen in diesem Zusammenhang die Morgenbarke Mandjet erwarten.
Nicht gesichert ist die Gleichsetzung mit dem „Horus, der in seinem Haus ist“, der als Gott in ähnlichem Kontext genannt wird, wobei auch ein Determinativ eines Schweins zu sehen ist, das auf den Mythos von der „Schädigung des Mondes durch ein schwarzes Schwein“ mit lunarem Bezug anspielt. Auf einem fünfteiligen Fayencebehälter befindet sich auf einer Scheibe ein Schwein, das von 15 Punkten umgeben ist, die die Mondmonatstage repräsentieren. Das Objekt kann in das Mittlere Reich datiert werden und steht mit dem lunaren Schweineopfer in Verbindung.

### Planetenkapitel

#### Zeilen x+75 bis x+94
In der „Sethos-Schrift“ ist eine deutliche Abtrennung markiert; die Textspalten reichen dabei nicht bis zum unteren Rand der Inschrift, sondern enden vorher an einem leeren Rechteck. Es stellt sich die Frage, ob in den älteren Vorlagen dieses Rechteck ausgefüllt war. Auffällig ist der lückenhafte Textbefund. PC 228 ist dagegen fast vollständig erhalten. Der Inhalt war jedoch sehr oft bis zum Unsinn emendiert. Insgesamt lässt sich der Befund feststellen, dass der Redakteur der PC228-Version die älteren Vorlagen nicht mehr verstand und öfter falsche Zusammenhänge herstellte. Unter diesen Umständen ist daher nur eine spärliche Aussage möglich.
| Auszüge aus der Sethos-Schrift (Zeilen x+75 bis x+77) | Auszüge aus der PC228-Version (Zeilen x+75 bis x+94) |
| --- | --- |
| x+75 Das ist das Entstehen des Horus in Gegenwart von Osiris x+75 in ihren um ihn gelegten Händen. x+77 So wurde Horus gebaut, als er als Jüngling entstand. x+80-94[Fassung fehlt] | x+75 Das ist das Entstehen von Horus in Gegenwart von Osiris x+75 in ihrer Hand, am geheimen [Ort]. x+77 Sie baute Horus, der entstand in der Gegenwart von Osiris. x+80 Geb ging am Fest des 15. Tages umher. x+81-82 Isis und Nephthys gingen umher und fanden ihn. x+83 Er trat ein in die Barke des Dauerns. x+84 Er ging nicht mit ihnen, denn sie hielten ihn fern. x+85 Iris und Nephthys betätigten sich als Balsamierer. x+86 Sie nahmen die Mehet des Stoffs des Anubis heraus. x+87-88 Sie stillte und verband ihn. x+89-90 Thot ging umher und gelangte zu Geb. x+91-92 Thot fand Horus in der Barke. Geb befahl die Erhebung. x+94 Horus erhebt den Himmel am Fest des Neulicht-Tages, x+94 indem er lebt am Tag des Hervorgehens. |

#### Erläuterungen Zeilen x+75 bis x+94
Die Erklärung des vorliegenden Textes, der über die Aufzucht von Horus berichtet, ist als mythologische Grundlage über das Zustandekommen des Vollmondes zu deuten. Das Verhältnis zwischen dem Vollmond- und Neulichttag wirkt wie auch weitere Zusammenhänge merkwürdig und zeigt, dass zwei Texte mit unterschiedlichen Themen zusammenredigiert wurden. Denkbar wäre, dass eine Vorlage zunächst die Phase des abnehmenden Mondes bis zum Neulicht zum Inhalt hatte, da hier der Bezug zum Balsamieren gut passen würde. Ohne die Erwähnung des 15. Tages steht der Textaufbau im Einklang mit der zunehmenden Mondphase. Da sich in älteren Zeiten die Zeichen für den Neulicht- und 15. Tag sehr ähnelten, wird unter dem Aspekt der Verschreibung der Textinhalt verständlich.
Geb und Thot sind die Götter, die am Neulichttag den Mond mit einem Netz einfangen. Das Erheben des Horus ist in diesem Zusammenhang als Hochheben des Netzes zu verstehen. Das Geschehen spielt sich in einer Barke ab, deren Bug und Heck mit den Himmelsrichtungen Ost/West gleichgesetzt sind. Die Darstellungen in Edfu und Dendera zeigen besonders deutlich das Barkenmotiv. Die Verbindung der „Netzszene des Einfangens vom Mond“ und dem „Stoff des Anubis“ lässt ebenso die Assoziation mit den Mumienbinden wie auch mit dem „Fellcharakter“ von Anubis erkennen, da der „Mehet (Fellsack)“ erwähnt wird.